# Nam Định (tỉnh)
Nam Định là một tỉnh cũ nằm ở phía Nam Đồng bằng sông Hồng, Việt Nam.
Năm 2023, Nam Định là đơn vị hành chính Việt Nam đứng thứ 13 về số dân, xếp thứ 33 về Tổng sản phẩm trên địa bàn (GRDP), xếp thứ 31 về GRDP bình quân đầu người, đứng thứ 9 về tốc độ tăng trưởng GRDP. Với 1.876.854 người dân, GRDP đạt 103.596 tỉ Đồng (tương ứng với 4,23 tỉ USD), GRDP bình quân đầu người đạt 56 triệu đồng (tương ứng với 2.255USD), tốc độ tăng trưởng GRDP đạt 10,23%.
Ngày 12 tháng 6 năm 2025, Quốc hội thông qua Nghị quyết số 202/2025/QH15 về việc sắp xếp đơn vị hành chính cấp tỉnh năm 2025, theo đó tỉnh được giải thể cùng với tỉnh Hà Nam để sáp nhập vào tỉnh Ninh Bình.

## Địa lý

### Vị trí địa lý
Tỉnh Nam Định trải dài từ 19°54′B đến 20°40′B và từ 105°55′Đ đến 106°45′Đ.
Trung tâm hành chính của tỉnh là thành phố Nam Định, cách trung tâm thủ đô Hà Nội khoảng 90 km về phía đông nam, cách trung tâm thành phố Hải Phòng khoảng 90 km về phía tây nam, có vị trí địa lý:
- Phía bắc giáp tỉnh Thái Bình và tỉnh Hà Nam
- Phía tây giáp tỉnh Ninh Bình
- Phía đông và phía nam giáp biển Đông (vịnh Bắc Bộ).

#### Các điểm cực của tỉnh Nam Định:
- Điểm cực bắc tại: Xóm Trung Lễ, xã Mỹ Hà, thành phố Nam Định.
- Điểm cực đông tại: khu vực Vườn quốc gia Xuân Thủy gần cửa Ba Lạt, xã Giao Thiện, huyện Giao Thủy.
- Điểm cực tây tại: Xóm Hòa Bình, xã Yên Thọ, huyện Ý Yên.
- Điểm cực nam tại: Xóm 8, xã Nam Điền, huyện Nghĩa Hưng.

Tỉnh Nam Định có diện tích là 1.668 km² và dân số năm 2023 là 1.876.854 người.

### Điều kiện tự nhiên

#### Địa hình
Địa hình Nam Định có thể chia thành 3 vùng:
- Vùng đồng bằng thấp trũng: gồm các huyện Vụ Bản, Ý Yên, Mỹ Lộc, Nam Trực, Trực Ninh, Xuân Trường. Đây là vùng có nhiều khả năng thâm canh phát triển nông nghiệp, công nghiệp dệt, công nghiệp chế biến, công nghiệp cơ khí và các ngành nghề truyền thống.
- Vùng đồng bằng ven biển: gồm các huyện Giao Thủy, Hải Hậu và Nghĩa Hưng; có bờ biển dài 72 km, đất đai phì nhiêu, có nhiều tiềm năng phát triển kinh tế tổng hợp ven biển.
- Vùng trung tâm công nghiệp – dịch vụ thành phố Nam Định: có các ngành công nghiệp dệt may, công nghiệp cơ khí, công nghiệp chế biến, các ngành nghề truyền thống, các phố nghề... cùng với các ngành dịch vụ tổng hợp, dịch vụ chuyên ngành hình thành và phát triển từ lâu. Thành phố Nam Định là đô thị loại 1 trực thuộc tỉnh Nam Định, một trong những trung tâm công nghiệp dệt, công nghiệp nhẹ của cả nước và cũng là trung tâm thương mại-dịch vụ phía Nam của đồng bằng sông Hồng.

Nam Định có bờ biển dài 72 km có điều kiện thuận lợi cho chăn nuôi và đánh bắt hải sản. Ở đây có khu bảo tồn thiên nhiên quốc gia Xuân Thủy (huyện Giao Thủy) và có 4 cửa sông lớn: cửa Ba Lạt sông Hồng, cửa Đáy sông Đáy, cửa Lạch Giang sông Ninh Cơ và cửa Hà Lạn sông sò.

#### Khu dự trữ sinh quyển thế giới
Tỉnh Nam Định có 2 trong số 5 khu vực đa dạng sinh học được UNESCO công nhận là khu dự trữ sinh quyển thế giới châu thổ sông Hồng đầu tiên của Việt Nam theo công ước RAMSA, 2 khu vực còn lại thuộc Thái Bình và Ninh Bình.

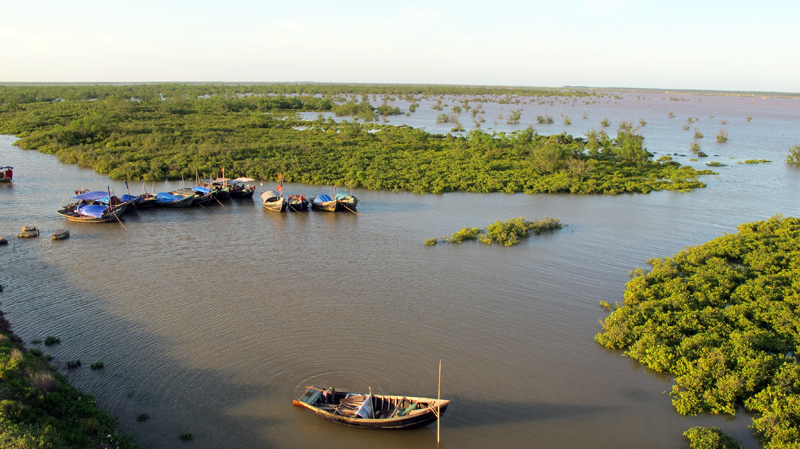
Khu dự trữ sinh quyển châu thổ sông Hồng ở 3 tỉnh Thái Bình, Nam Định, Ninh Bình là khu dự trữ sinh quyển thế giới

Khu dự trữ sinh quyển châu thổ sông Hồng nằm trên địa bàn các xã ven biển thuộc 3 tỉnh Thái Bình, Nam Định và Ninh Bình đã được UNESCO công nhận là khu dự trữ sinh quyển thế giới từ năm 2004 với những giá trị nổi bật toàn cầu về đa dạng sinh học và có ảnh hưởng lớn đến sự sống của nhân loại. Khu dự trữ sinh quyển châu thổ sông Hồng là một trong 8 khu dự trữ sinh quyển thế giới ở Việt Nam.
Tại Nam Định, phạm vi do UNESCO công nhận gồm 2 tiểu vùng nằm ở cửa Ba Lạt và cửa Đáy.
- Vườn quốc gia Xuân Thủy thuộc các xã Giao Thiện, Giao An, Giao Lạc, Giao Xuân của huyện Giao Thủy.
- Rừng phòng hộ ven biển Nghĩa Hưng thuộc các xã: Phúc Thắng, Nghĩa Hải, Nghĩa Lợi, thị trấn Rạng Đông, xã Nam Điền của huyện Nghĩa Hưng.

#### Khí hậu
Khí hậu của Nam Định mang tính chất cận nhiệt đới gió mùa. Nhiệt độ không khí trung bình tăng dần từ bắc xuống nam (mùa đông) , vùng ven biển mùa đông ấm hơn vùng trong nội địa, tháng 1 bình quân từ 16-18 độ (thành phố nam định 16.4 độ, Thịnh Long 17.2 độ) tháng 7 trên 29 độ.
Lượng mưa trung bình trong năm từ 1.650 – 1.800 mm, chia làm 2 mùa rõ rệt: mùa mưa từ tháng 5 đến tháng 10, mùa ít mưa từ tháng 11 đến tháng 2 năm sau. Số giờ nắng trong năm: 1.600 – 1.700 giờ. Độ ẩm tương đối trung bình: 80 – 90 %.
Mặt khác, do nằm trong vùng ven biển vịnh Bắc Bộ nên hàng năm Nam Định thường chịu ảnh hưởng của bão hoặc áp thấp nhiệt đới, bình quân từ 4 – 6 cơn/năm. Thủy triều tại vùng biển Nam Định thuộc loại nhật triều, biên độ triều trung bình từ 1,6 – 1,7 m; lớn nhất là 3,31 m và nhỏ nhất là 0,11 m.
| Dữ liệu khí hậu của Nam Định                                 | Dữ liệu khí hậu của Nam Định | Dữ liệu khí hậu của Nam Định | Dữ liệu khí hậu của Nam Định | Dữ liệu khí hậu của Nam Định | Dữ liệu khí hậu của Nam Định | Dữ liệu khí hậu của Nam Định | Dữ liệu khí hậu của Nam Định | Dữ liệu khí hậu của Nam Định | Dữ liệu khí hậu của Nam Định | Dữ liệu khí hậu của Nam Định | Dữ liệu khí hậu của Nam Định | Dữ liệu khí hậu của Nam Định | Dữ liệu khí hậu của Nam Định |
| Tháng                                                        | 1                            | 2                            | 3                            | 4                            | 5                            | 6                            | 7                            | 8                            | 9                            | 10                           | 11                           | 12                           | Năm                          |
| ------------------------------------------------------------ | ---------------------------- | ---------------------------- | ---------------------------- | ---------------------------- | ---------------------------- | ---------------------------- | ---------------------------- | ---------------------------- | ---------------------------- | ---------------------------- | ---------------------------- | ---------------------------- | ---------------------------- |
| Cao kỉ lục °C (°F)                                           | 32.3 (90.1)                  | 35.2 (95.4)                  | 36.7 (98.1)                  | 38.3 (100.9)                 | 39.5 (103.1)                 | 40.1 (104.2)                 | 39.4 (102.9)                 | 37.6 (99.7)                  | 35.8 (96.4)                  | 36.4 (97.5)                  | 34.4 (93.9)                  | 31.3 (88.3)                  | 40.1 (104.2)                 |
| Trung bình ngày tối đa °C (°F)                               | 19.6 (67.3)                  | 19.7 (67.5)                  | 22.3 (72.1)                  | 26.6 (79.9)                  | 31.0 (87.8)                  | 32.6 (90.7)                  | 32.9 (91.2)                  | 31.8 (89.2)                  | 30.5 (86.9)                  | 28.2 (82.8)                  | 25.0 (77.0)                  | 21.8 (71.2)                  | 26.8 (80.2)                  |
| Trung bình ngày °C (°F)                                      | 16.4 (61.5)                  | 17.0 (62.6)                  | 19.6 (67.3)                  | 23.5 (74.3)                  | 27.2 (81.0)                  | 28.8 (83.8)                  | 29.3 (84.7)                  | 28.6 (83.5)                  | 27.3 (81.1)                  | 24.7 (76.5)                  | 21.4 (70.5)                  | 18.1 (64.6)                  | 23.5 (74.3)                  |
| Tối thiểu trung bình ngày °C (°F)                            | 14.4 (57.9)                  | 15.3 (59.5)                  | 17.9 (64.2)                  | 21.5 (70.7)                  | 24.6 (76.3)                  | 26.2 (79.2)                  | 26.7 (80.1)                  | 26.1 (79.0)                  | 25.0 (77.0)                  | 22.2 (72.0)                  | 19.2 (66.6)                  | 15.9 (60.6)                  | 21.2 (70.2)                  |
| Thấp kỉ lục °C (°F)                                          | 4.6 (40.3)                   | 5.3 (41.5)                   | 6.4 (43.5)                   | 12.1 (53.8)                  | 17.2 (63.0)                  | 19.2 (66.6)                  | 21.3 (70.3)                  | 22.3 (72.1)                  | 16.7 (62.1)                  | 13.3 (55.9)                  | 6.7 (44.1)                   | 5.1 (41.2)                   | 4.6 (40.3)                   |
| Lượng mưa trung bình mm (inches)                             | 24 (0.9)                     | 29 (1.1)                     | 49 (1.9)                     | 93 (3.7)                     | 177 (7.0)                    | 206 (8.1)                    | 230 (9.1)                    | 296 (11.7)                   | 323 (12.7)                   | 226 (8.9)                    | 62 (2.4)                     | 28 (1.1)                     | 1.734 (68.3)                 |
| Số ngày mưa trung bình                                       | 9.3                          | 13.1                         | 16.3                         | 13.4                         | 12.1                         | 12.9                         | 12.4                         | 15.4                         | 14.5                         | 11.9                         | 7.1                          | 5.6                          | 143.9                        |
| Độ ẩm tương đối trung bình (%)                               | 85.2                         | 88.1                         | 90.3                         | 89.4                         | 85.1                         | 83.2                         | 81.9                         | 85.4                         | 85.6                         | 83.8                         | 82.3                         | 82.5                         | 85.2                         |
| Số giờ nắng trung bình tháng                                 | 74                           | 42                           | 44                           | 94                           | 191                          | 183                          | 209                          | 175                          | 175                          | 169                          | 139                          | 124                          | 1.619                        |
| Nguồn: Vietnam Institute for Building Science and Technology |                              |                              |                              |                              |                              |                              |                              |                              |                              |                              |                              |                              |                              |

## Hành chính

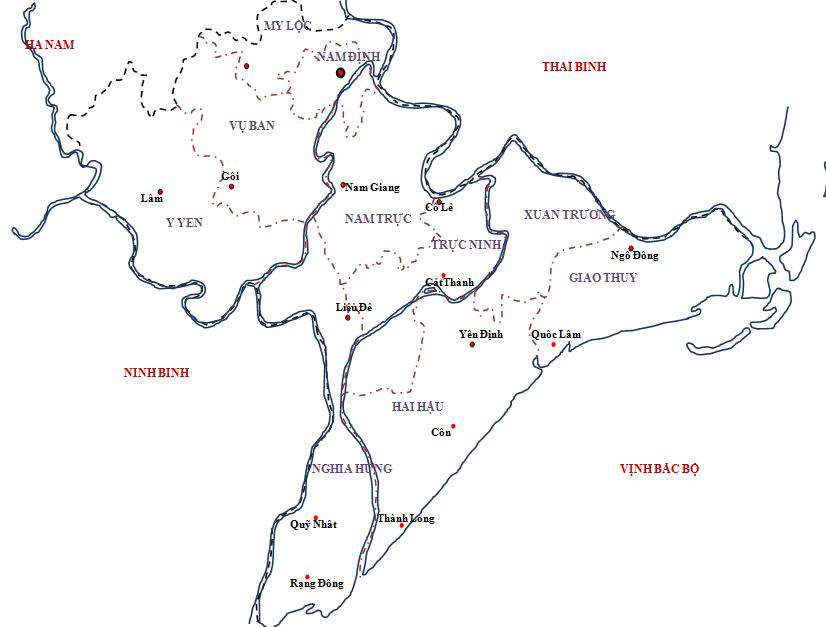
Bản đồ hành chính tỉnh Nam Định.

Tỉnh Nam Định có 9 đơn vị hành chính cấp huyện, bao gồm 1 thành phố và 8 huyện với 175 đơn vị hành chính cấp xã trực thuộc, bao gồm 146 xã, 14 phường và 15 thị trấn. Tỉnh lỵ là thành phố Nam Định.
| Tên           | Dân số (người)2019 | Hành chính        |
| ------------- | ------------------ | ----------------- |
| Thành phố (1) |                    |                   |
| Nam Định      | 311.508            | 14 phường, 7 xã   |
| Huyện (8)     |                    |                   |
| Giao Thủy     | 167.752            | 2 thị trấn, 18 xã |
| Hải Hậu       | 262.901            | 3 thị trấn, 21 xã |
| Nam Trực      | 183.241            | 1 thị trấn, 17 xã |

| Tên         | Dân số (người)2019 | Hành chính        |
| ----------- | ------------------ | ----------------- |
| Nghĩa Hưng  | 175.786            | 3 thị trấn, 17 xã |
| Trực Ninh   | 172.577            | 3 thị trấn, 18 xã |
| Vụ Bản      | 130.862            | 1 thị trấn, 13 xã |
| Xuân Trường | 149.480            | 1 thị trấn, 13 xã |
| Ý Yên       | 229.006            | 1 thị trấn, 22 xã |

## Lịch sử

### Thời tiền sử
Trên đất Nam Định, dấu tích con người ở thời kỳ này còn lưu lại ở các dãy núi thuộc huyện Vụ Bản và huyện Ý Yên nằm về phía tây bắc của tỉnh. Tại đây đã tìm thấy những chiếc rìu đá có vai mài lưỡi, các hòn nghè, chày đá và bàn nghiền. Đó là những dấu tích của những cư dân thuộc thời kỳ đồ đá mới hoặc sơ kỳ đồ đồng đã từ vùng rừng núi tiến xuống khai phá vùng đồng bằng ven biển để sinh sống và dần dần tiến tới lập các làng xóm. Vào lúc cực thịnh của thời kỳ đồ đá, ở tỉnh Nam Định cũng như nhiều địa điểm khác trên đất nước, đã nở rộ những nền văn hoá nguyên thủy. Ngoài kinh tế hái lượm những sản phẩm sẵn có trong tự nhiên, người nguyên thủy trên đất Nam Định đã bắt đầu sản xuất nông nghiệp, chăn nuôi gia súc, gia cầm.

### Thời dựng nước
Nằm trong cương vực nước Văn Lang của các vua Hùng trải dài từ miền trung du đến miền đồng bằng ven biển, vùng đất Nam Định khi ấy tương đương với đất các huyện Vụ Bản, Ý Yên, Mỹ Lộc, thành phố Nam Định và phần phía bắc của huyện Nam Trực hiện nay. Theo ngọc phả đền thờ Tam Bành ở thôn Bảo Ngũ, xã Quang Trung thì vào thời Hùng Vương, huyện Vụ Bản có tên là huyện Bình Chương thuộc bộ Lục Hải, là một trong 15 bộ của nước Văn Lang. Huyện Bình Chương lúc đó nằm sát biển. Tại đây có cửa biển Côi Sơn (núi Gôi) mà dấu vết còn lại đến ngày nay là địa danh cồn Dâu, cồn Cói ở các vùng quanh chân núi.
Cùng với các nghề trồng lúa nước, trồng rau củ và hoa quả thì những ngành kinh tế khai thác vẫn giữ vai trò quan trọng. Tại di chỉ núi Hổ, trong các di vật tìm được có nhiều mũi tên bằng đá và xương động vật. Cách đó không xa tại hang Lồ (núi Lê) cũng tìm thấy khá nhiều các loại xương thú khác nhau. Săn bắn bổ sung nguồn thức ăn nhiều dinh dưỡng cho con người, đồng thời cung cấp da, xương, sừng cho một số nghề thủ công như chế tạo đồ trang sức, đồ dùng, vũ khí.
Năm 1963, tại núi Mai Độ (còn gọi là núi Hình Nhân) thuộc xã Yên Tân, huyện Ý Yên đã phát hiện một số hiện vật đồng có giá trị. Núi có 4 đỉnh, đỉnh cao nhất cao 52m. Đây là núi đá có lẫn đất, không có cây cao, trên mặt chỉ phủ một lớp cỏ mỏng. Sườn phía đông có một khoảng đất tương đối bằng phẳng, rộng độ 2 sào, nguyên trước có một kiến trúc tôn giáo không biết của đời nào vì đã bị phá hủy từ lâu. Cách chân núi về phía Tây 400m là thôn Mai Độ, phía Đông là thôn Mai Sơn, xung quanh núi là cánh đồng chiêm. Các hiện vật đồng được phát hiện gồm có dao, giáo và rìu.

### Thời Bắc thuộc
Sau khi nước Nam Việt bị nhà Tây Hán đánh chiếm vào năm 111 TCN, đất nước bước vào một thời kỳ Bắc thuộc kéo dài hơn một nghìn năm. Nam Định lúc đó nằm trong quận Giao Chỉ. Do điều kiện thuận lợi cho nghề trồng lúa nước, vùng đất Nam Định trở thành một trung tâm nông nghiệp từ rất sớm.
Trên cơ sở một nền văn hoá bản địa vững chắc thể hiện bản lĩnh, cá tính, lối sống và truyền thống mà cốt lõi là ý thức độc lập, tự chủ và tinh thần yêu quê hương, đất nước, cư dân Nam Định cổ đã tiếp thu những yếu tố văn hoá mới, làm phong phú thêm văn hoá truyền thống. Tuy nhiên, nét bao trùm lên lịch sử thời kỳ Bắc thuộc trên đất Nam Định vẫn là cuộc đấu tranh chống lại ách đô hộ và âm mưu đồng hoá của phong kiến ngoại bang, mà tiêu biểu là nhân dân Nam Định nói chung và đặc biệt là phụ nữ, đã hăng hái tham gia và nhanh chóng đứng dưới ngọn cờ nghĩa của Hai Bà Trưng (Đầu năm 40) chống lại ách đô hộ của nhà Đông Hán. Theo tư liệu lịch sử hiện có, Nam Định có tới 20 tướng lĩnh cả nam lẫn nữ tham gia cuộc khởi nghĩa này. Dấu tích về các tướng lĩnh tham gia khởi nghĩa tập trung nhiều ở huyện Vụ Bản, như: Lê Thị Hoa ở Phú Cốc, Chu Liên Hoa ở làng Vậy, Dung Nương và Phương Dung ở làng Cựu, Trần Cao Đạo ở làng Riềng, Trần Công Mẫn ở xã Trung Thành...
Năm 542, Lý Bí nổi dậy khởi nghĩa chống lại ách đô hộ của nhà Lương. Sau bốn năm chiến đấu anh dũng, cuộc khởi nghĩa giành được thắng lợi, Lý Bí lên ngôi, xưng Hoàng Đế, xây dựng nước Vạn Xuân độc lập. Đóng góp vào cuộc khởi nghĩa này, Nam Định có tướng quân Hoàng Tề ở làng Lập Vũ (nay thuộc xã Hợp Hưng, huyện Vụ Bản). Ông được Lý Bí phong chức Túc vệ tướng quân, ban gươm báu và luôn cho hầu bên mình. Khi Lý Bí qua đời, Hoàng Tề theo Triệu Quang Phục.

### Thời Ngô - Đinh - Tiền Lê
Sau khi Ngô Quyền mất, vùng hạ lưu sông Hồng khi đó chịu sự chi phối của sứ quân Trần Lãm. Đất Nam Định dần trở thành nơi hội tụ và đối đầu quyết liệt của hào khí bốn phương, trong danh sách 12 sứ quân, rất nhiều vị tướng nhà Đinh và các sứ quân như: Trần Lãm, Lã Đường, Ngô Nhật Khánh, Nguyễn Khoan, Phạm Bạch Hổ được thờ ở đây. Đinh Bộ Lĩnh – người anh hùng "tài năng sáng suốt hơn người, dũng cảm mưu lược nhất đời", tự nhận về mình sứ mệnh thiêng liêng dẹp loạn 12 sứ quân, thống nhất đất nước – không thể không tìm về vùng đất duyên hải cửa sông này.

### Thời Lý - Trần
Dưới thời Lý, Trần, Nam Định không những là một cửa ngõ của cả vùng châu thổ sông Hồng mà còn là một trung tâm kinh tế quan trọng. Các vua Lý đã dành sự quan tâm đặc biệt cho vùng đất này. Qua các tư liệu lịch sử, ta biết trên đất Nam Định xưa, nhà Lý đã cho xây ít nhất hai hành cung làm nơi cho vua dừng chân nghỉ lại trong những lần đi kinh lý vùng đất này. Vào thời Trần, Thiên Trường được coi như kinh đô thứ hai. Vị trí ứng với khu vực tháp Phổ Minh và Đền Trần ngày nay. Nơi đây còn có dấu tích của cung Trùng Quang và cung Trùng Hoa.
Do vị trí trọng yếu, Nam Định trở thành một trong những nơi giao tranh quyết liệt. Năm 1203, quân nổi loạn do Phí Lang và Bảo Lương cầm đầu từ miền Đại Hoàng (Ninh Bình) xuôi theo sông Đáy đến đất Nam Định, mở rộng hoạt động ra vùng hạ lưu. Sự rối loạn lên đến cực điểm vào năm 1208, khi trong nước "người chết đói nằm chồng chất lên nhau". Đúng lúc triều Lý bất lực trong việc điều hành đất nước, vùng đất Nam Định lại là nơi hưng khởi của nhà Trần, một triều đại đầy sức sống đã đưa quốc gia Đại Việt phát triển hưng thịnh và ba lần đánh thắng quân Nguyên - Mông.
Đời Trần được gọi là lộ Thiên Trường, sau lại chia làm ba lộ: Kiến Xương, An Tiêm, Hoàng Giang.

### Thời thuộc Minh
Tháng 5-1407, Minh Thành Tổ hạ chiếu đổi nước ta làm quận Giao Chỉ - như một địa phương của quốc gia phong kiến nhà Minh. Bằng hành động này, nhà Minh đã bộc lộ rõ ý đồ không chỉ chiếm đóng mà còn vĩnh viễn xóa bỏ nước ta, sáp nhập hẳn vào đế quốc Minh như tên gọi và đơn vị hành chính mà các đế chế đô hộ phương Bắc đã dùng từ nửa thiên niên kỷ trước.
Dưới quận, nhà Minh chia ra làm 15 phủ. Phần đất Nam Định lúc ấy thuộc hai phủ Kiến Bình và Phụng Hóa.
Phủ Phụng Hóa tương đương với phủ Thiên Trường cuối thể kỷ XIV, gồm bốn huyện là Mỹ Lộc, Tây Chân, Giao Thủy và Thận Uy. Bốn trong số chín huyện thuộc phủ Kiến Bình thuộc về đất Nam Định là Ý Yên, An Bản, Vọng Doanh và Đại Loan. Cả hai phủ thuộc tỉnh Nam Định đều bị nhà Minh đổi tên. Kiến Hưng đổi thành Kiến Bình với ý nghĩa xây dựng, kiến lập sự yên ổn, vững chắc, Thiên Trường đổi thành Phụng Hóa hàm ý tuân theo sự giáo hóa, cải hóa của nhà Minh.

### Thời Hậu Lê
Đời Lê, thuộc xứ Sơn Nam, đến niên hiệu Cảnh Hưng thứ 2 năm 1741, vùng đất này thuộc lộ Sơn Nam Hạ.
Nhà nước thời Lê sơ rất quan tâm đến việc nông trang nói chung, công cuộc khai hoang mở rộng diện tích canh tác nói riêng bằng hàng loạt chính sách, nhất là dưới thời Hồng Đức. Cùng với hoạt động khẩn hoang tự nguyện của những người nông dân, chính quyền trung ương nhà Lê cũng đặc biệt chú trọng đến việc tổ chức khẩn hoang dưới hình thức đồn điền ở phía Nam khu vực sông Hồng, trong đó có Nam Định. Khó có thể thống kê, khảo sát, xác định được đầy đủ những đồn điền thời Lê sơ đã từng có ở Nam Định. Ngoài lý do thời gian đã quá lâu, còn có nhiều nguyên nhân chủ quan, khách quan khác. Cư dân đầu tiên của các đồn điền này trước hết và chủ yếu là các binh lính, tù binh, tội nhân. Họ ít và khó có điều kiện ghi chép để truyền lại cho đời sau về lịch sử khai hoang lập làng. Tuy nhiên căn cứ vào các nguồn tài liệu chính thống của nhà nước phong kiến như chính sử, điền bạ...có thể thấy vùng Nam Định tập trung khá nhiều đồn điền như:
Sở Vĩnh Hưng (thuộc vùng của tổng Cổ Nông, Trực Ninh)
Sở Đông Hải (nơi có các thôn Đắc Sở, Thượng Đồng, Hạ Đồng thuộc Trực Ninh)
Sở Hoa Diệp (thuộc vùng Phượng Để, Cổ Lễ, Trực Ninh)
Sở Vọng Doanh (nằm trong vùng các xã Yên Quang, Yên Bằng, Yên Khang thuộc Ý Yên).
Sự trù mật của các đồn điền ở ven cửa biển vùng Giao Thủy, bên đê sông Hồng, sông Đáy tự đã làm nổi bật lên vị trí và vai trò đặc biệt quan trọng của vùng đất phủ Thiên Trường với nhà nước thời Lê sơ, với quốc gia Đại Việt nửa sau thế kỷ XV. Nửa sau thế kỷ XV, trên vùng ven biển Nam Định chứng kiến một công trình kết tinh thành quả lao động to lớn của nhân dân Đại Việt. Đó là việc khởi công và hoàn thành đê Hồng Đức, một con đê ngăn nước mặn có quy mô lớn đầu tiên của vùng châu thổ. Với sự đầu tư, quan tâm của trung ương và địa phương như vậy, công cuộc đắp đê ở vùng biển Nam Định, Ninh Bình thời Lê sơ đã được tiến hành với tốc độ nhanh quy mô lớn. Trên địa bàn Nam Định qua những dấu tích còn lại thì thấy đê Hồng Đức kéo dài từ cửa Đại An, qua phần bắc Nghĩa Hưng, rồi Hải Hậu về đến Hội Khê. Nhiều đoạn gần trùng với con đường 56 hiện nay.
Cùng với sự phát triển nho học của cả nước, giáo dục Nho học ở Nam Định thế kỷ XV có bước phá triển mới. Ngay sau khi kết thúc chiến tranh, vào năm 1428, nhà Lê đã cho mở các trường học ở phủ, lộ. Điều đáng chú ý là trong thời Lê sơ, sự phát triển của nho học ở Nam Định không chỉ diễn ra trên các vùng đất cổ như Ý Yên, Vụ Bản hay tại vùng xung quanh ấp thang mộc của nhà Trần như Lộc Vượng, mà còn ở cả địa bàn ven biển, nơi các làng mạc mới được hình thành. Trong vòng 100 năm của thời Lê sơ, Nam Định có đến 22 tiến sĩ, đại bộ phận số đại khoa này đều đỗ vào nửa sau thế kỷ XV, cho nên có thể nói Nho học ở Nam Định đã thực sự có bước phát triển mới từ sau khi Lương Thế Vinh đỗ trạng nguyên (1463). Ngoài con số các trạng nguyên tiến sĩ kể trên là biểu hiện quan trọng của thành tựu giáo dục nho học vùng Nam Định, điều đáng nói ở chỗ không ít vị đại khoa đã trở thành những nhân vật tiêu biểu cho trí tuệ, tài năng của Đại Việt thế kỷ XV nói riêng, lịch sử dân tộc nói chung.

### Thời Nguyễn

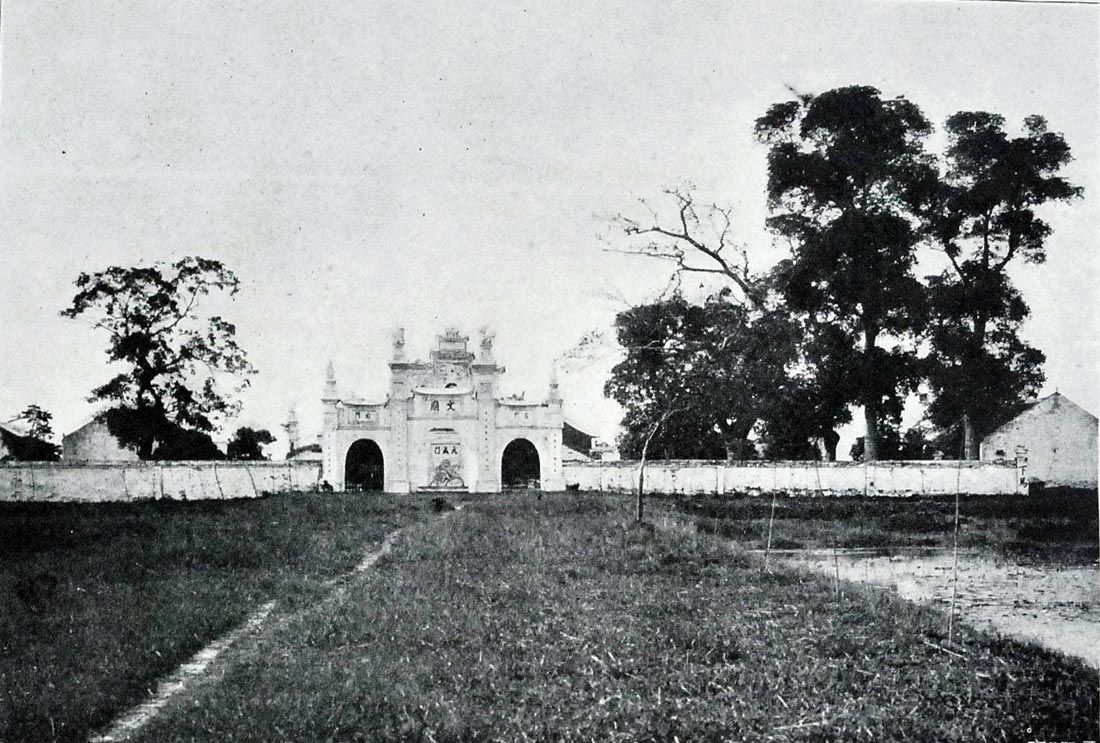
Cổng vào Văn Miếu Nam Định, nay đã không còn

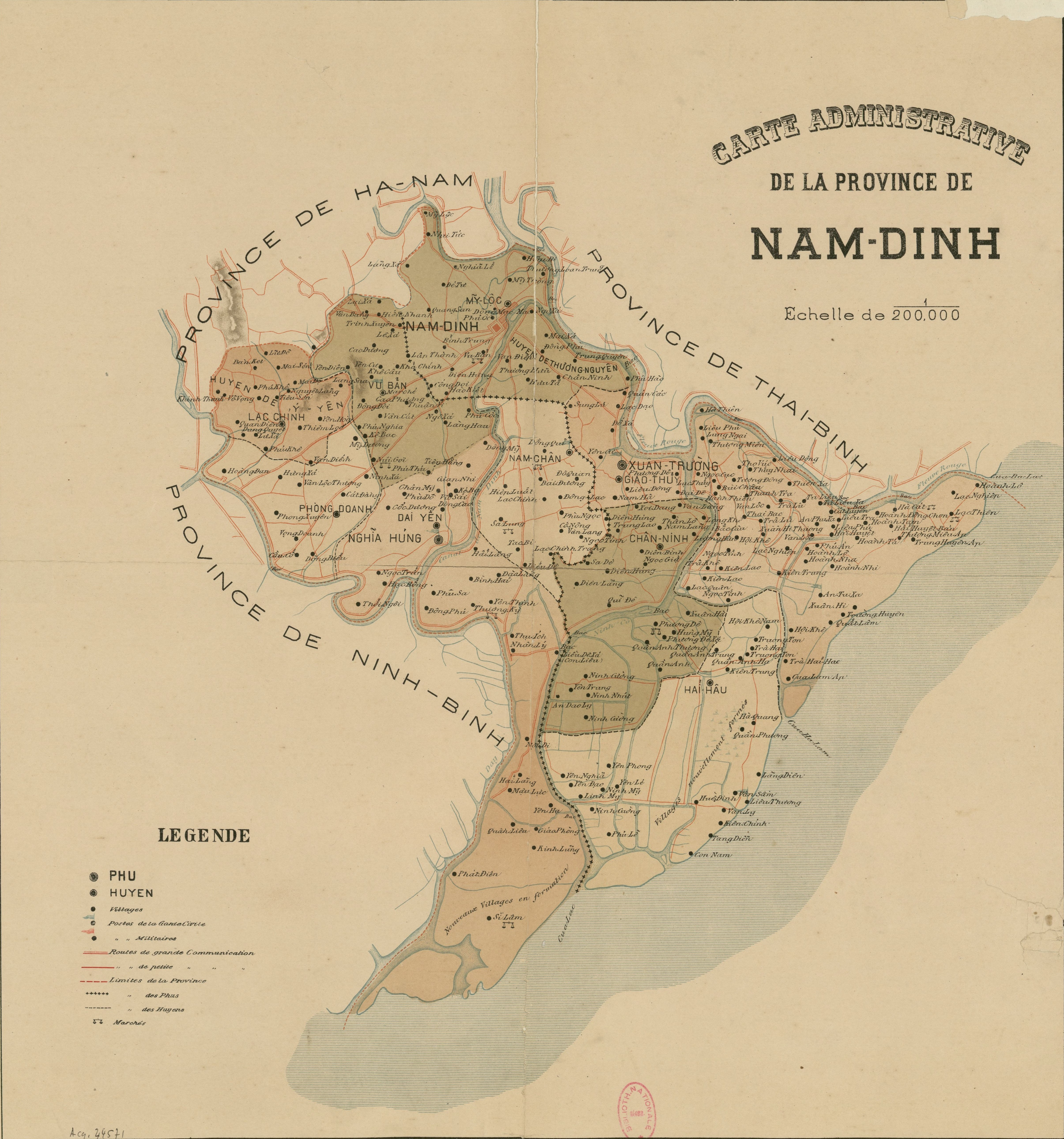
Bản đồ tỉnh Nam Định năm 1891

Dưới triều Nguyễn, năm 1822 (Minh Mạng thứ 3) đổi tên trấn Sơn Nam Hạ thành trấn Nam Định. Đến năm Minh Mạng 13 (1832) đổi trấn Nam Định thành tỉnh Nam Định (tỉnh Nam Định được thành lập), với 4 phủ, 18 huyện, bao gồm phần đất tỉnh Thái Bình hiện nay. Năm 1890, Thái Bình tách ra thành tỉnh riêng và một phần phía bắc Nam Định tách ra để cùng một phần phía nam Hà Nội lập thành tỉnh Hà Nam. Chữ Hà là từ Hà Nội và Nam là từ Nam Định. Điều này cũng lý giải cho việc vì sao chuối ngự thường được gọi là chuối ngự Nam Định bởi cho đến 1890 vùng Lý Nhân vẫn thuộc Nam Định. Từ năm 1890 Nam Định còn lại 2 phủ và 9 huyện.

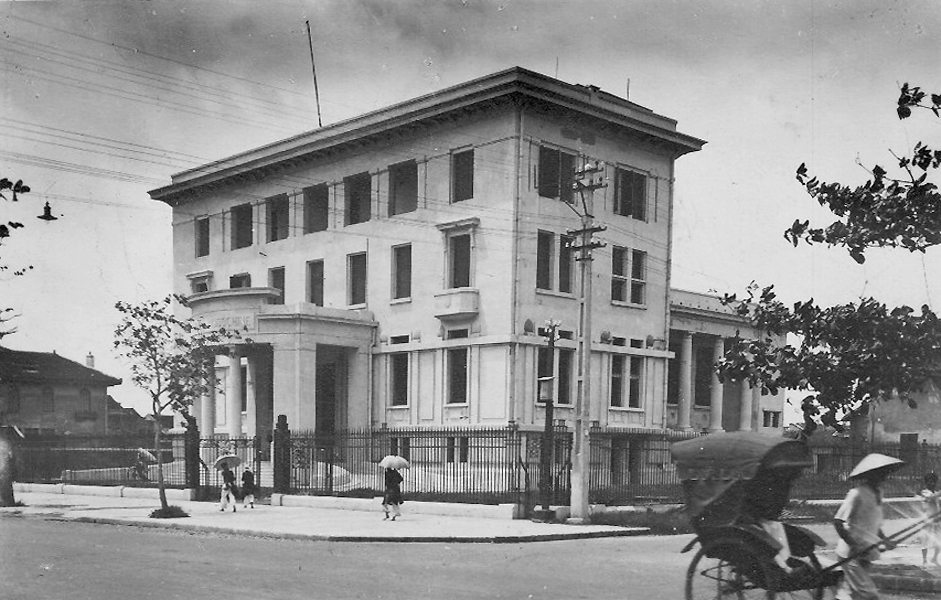
Ngân hàng Nhà nước ở thành phố Nam Định thời Pháp thuộc, nay là chi nhánh tỉnh Nam Định của Ngân hàng Nhà nước Việt Nam

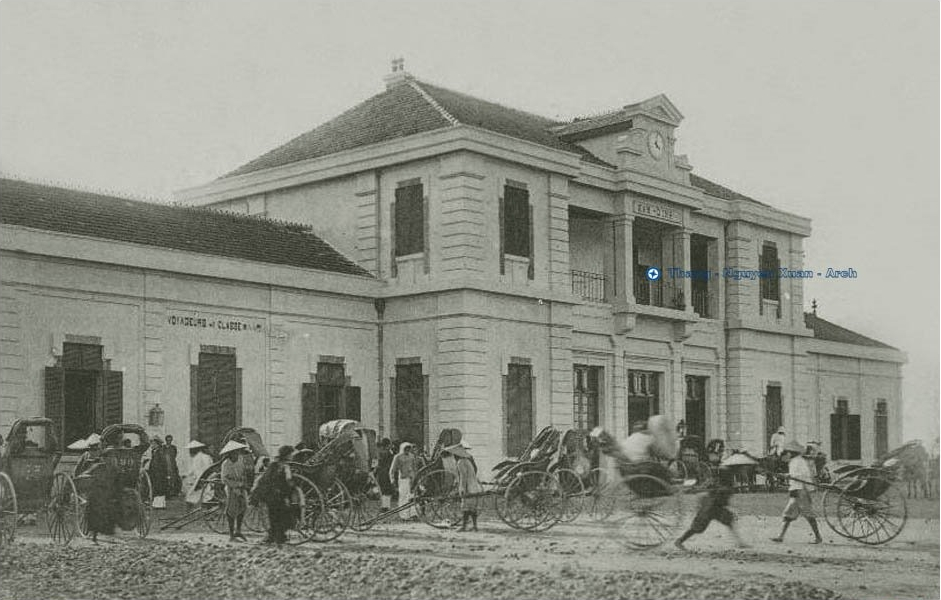
Ga Nam Định thời Pháp thuộc

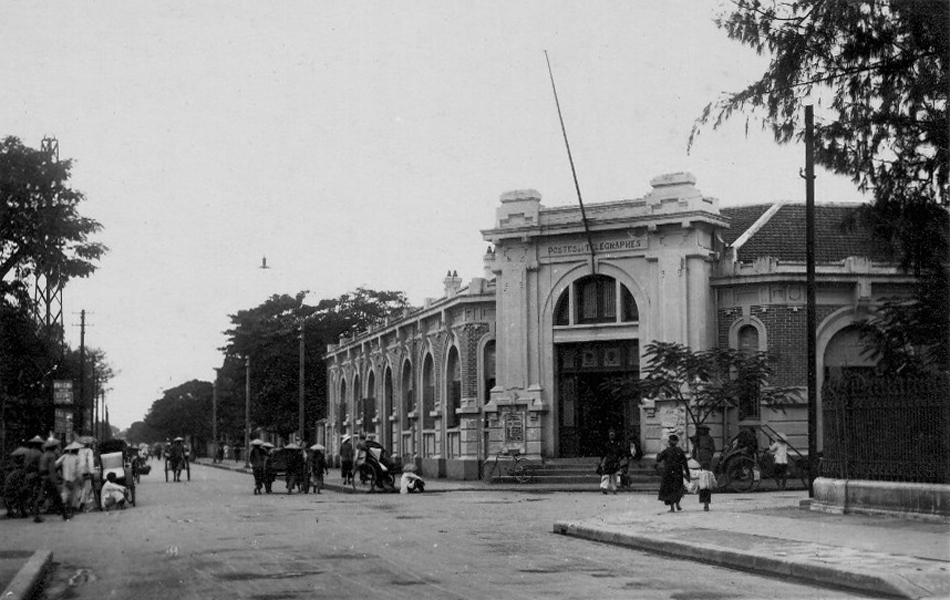
Ảnh chụp Bưu điện Nam Định thời Pháp thuộc, nay đã đổi sang kiến trúc khác

### Thời kỳ độc lập (1945-nay)
Sau Cách mạng tháng Tám năm 1945, các đơn vị hành chính trong tỉnh luôn có sự thay đổi.
Có một giai đoạn ngắn nơi đây gồm tỉnh Nam Định, tỉnh Bùi Chu và thành phố Nam Định. Tỉnh lị Nam Định đặt ở Hành Thiện, Xuân Trường. Sau Bùi Chu nhập với Nam Định mang tên tỉnh Nam Định.
Ngày 3 tháng 9 năm 1957, thành phố Nam Định, trước đó là thành phố trực thuộc Trung ương, sáp nhập vào tỉnh Nam Định. Thành phố Nam Đinh là tỉnh lị của tỉnh Nam Định từ đó.
Năm 1953, 7 xã ở phía Bắc sông Đào thuộc huyện Nghĩa Hưng được cắt nhập vào huyện Ý Yên. Đồng thời, 3 huyện: Mỹ Lộc, Vụ Bản, Ý Yên của tỉnh Nam Định nhập vào tỉnh Hà Nam. Đến tháng 4 năm 1956, 3 huyện này lại được cắt trả cho Nam Định.
Tháng 5 năm 1965, tỉnh Nam Định được hợp nhất với tỉnh Hà Nam thành tỉnh Nam Hà.
Ngày 13 tháng 6 năm 1967, 2 huyện Giao Thủy và Xuân Trường hợp thành huyện Xuân Thủy; thành phố Nam Định được mở rộng thêm trên cơ sở sáp nhập huyện Mỹ Lộc..
Ngày 26 tháng 3 năm 1968, 7 xã phía Nam sông Ninh Cơ thuộc huyện Trực Ninh nhập với huyện Hải Hậu, 2 huyện Trực Ninh và Nam Trực nhập thành huyện Nam Ninh.
Năm 1975, Nam Hà hợp nhất với tỉnh Ninh Bình thành tỉnh Hà Nam Ninh.
Đến ngày 12 tháng 8 năm 1991, lại chia tách thành 2 tỉnh như cũ là Nam Hà và Ninh Bình.
Ngày 6 tháng 11 năm 1996, tách tỉnh Nam Hà để tái lập 2 tỉnh mới có tên là Nam Định và Hà Nam. Khi tách ra, tỉnh Nam Định có 7 đơn vị hành chính gồm thành phố Nam Định và 6 huyện: Hải Hậu, Nam Ninh, Nghĩa Hưng, Vụ Bản, Xuân Thủy, Ý Yên.
Ngày 26 tháng 2 năm 1997, tái lập huyện Mỹ Lộc từ một số xã của thành phố Nam Định; chia huyện Xuân Thủy thành hai huyện Xuân Trường và Giao Thủy; chuyển 7 xã phía Nam sông Ninh Cơ thuộc huyện Hải Hậu về huyện Nam Ninh và chia huyện Nam Ninh thành hai huyện Nam Trực và Trực Ninh.
Ngày 29 tháng 9 năm 1998, thành phố Nam Định được công nhận là đô thị loại 2.
Ngày 28 tháng 11 năm 2011, thành phố Nam Định được công nhận là đô thị loại 1.
Ngày 1 tháng 9 năm 2024, huyện Mỹ Lộc được sáp nhập trở lại vào thành phố Nam Định. Đồng thời sau khi sáp nhập, thành phố Nam Định được hạ cấp đô thị từ loại I xuống loại II. Tỉnh Nam Định có 9 đơn vị hành chính cấp huyện, bao gồm 1 thành phố và 8 huyện.
Ngày 12 tháng 6 năm 2025, Quốc hội ban hành Nghị quyết số 202/2025/QH15 về việc sắp xếp đơn vị hành chính cấp tỉnh (nghị quyết có hiệu lực từ ngày 12 tháng 6 năm 2025). Theo đó, sáp nhập tỉnh Nam Định vào tỉnh Ninh Bình.

## Dân số
Theo điều tra dân số ngày 1/4/2019, Nam Định có khoảng 1.780.393 người với mật độ dân số 1.078 người/km² tức là cao hơn mật độ các thành phố Đà Nẵng và Cần Thơ. Trong đó 27,1% dân số sống ở đô thị và 72,9% dân số sống ở nông thôn.
Tính đến ngày 1 tháng 4 năm 2019, toàn tỉnh có 9 tôn giáo khác nhau đạt 533.378 người, nhiều nhất là Công giáo có 476.960 người, tiếp theo là Phật giáo có 55.940 người, đạo Tin Lành có 470 người. Còn lại các tôn giáo khác như Hồi giáo có 3 người, Phật giáo Hòa Hảo, đạo Cao Đài, Minh Lý đạo, Tứ Ân Hiếu Nghĩa và Bửu Sơn Kỳ Hương mỗi tôn giáo chỉ có 1 người.

## Kinh tế

### Tổng quan
Năm 2021, Nam Định là đơn vị hành chính Việt Nam xếp thứ 35 về Tổng sản phẩm trên địa bàn (GRDP), xếp thứ 31 về GRDP bình quân đầu người, đứng thứ 11 về tốc độ tăng trưởng GRDP. Với GRDP đạt 84.097 tỉ Đồng (tương ứng với 3,66 tỉ USD), GRDP bình quân đầu người đạt 45,8 triệu đồng (tương ứng với 1.982 USD), tốc độ tăng trưởng GRDP đạt 7,7%.
Cơ cấu kinh tế của tỉnh năm 2021: Khu vực nông, lâm nghiệp và thủy sản chiếm tỷ trọng 20,8%; khu vực công nghiệp và xây dựng chiếm 41,86%; khu vực dịch vụ chiếm 34,26%. Tổng thu ngân sách Nhà nước ước đạt 6.219 tỷ đồng. Tổng kim ngạch xuất, nhập khẩu trong năm ước đạt 4,08 tỉ USD, trong đó: giá trị hàng xuất khẩu ước đạt 2,63 tỉ USD, tăng 25,5% so với cùng kỳ năm trước. Giá trị hàng hoá nhập khẩu ước đạt 1,45 tỉ USD, tăng 22,3%. Theo Sở Kế hoạch và đầu tư, trong năm 2021 có 882 doanh nghiệp đăng ký thành lập mới, với tổng số vốn đăng ký 23.388 tỉ đồng, tăng 9,0%; bên cạnh đó có 421 doanh nghiệp quay trở lại hoạt động, tăng 60,1% so với năm trước.
Cũng trong năm 2021, hoạt động vận tải có chuyển biến tích cực so với năm trước. Doanh thu vận tải tăng 5,1%, khối lượng hàng hóa luân chuyển tăng 10,5%. Tuy vậy, khối lượng hành khách luân chuyển giảm 9,7% so với cùng kỳ năm trước.

### Nông - lâm - ngư nghiệp
Tính chung năm 2021, diện tích trồng lúa đạt 144.911 ha, giảm 0,3%. Năng suất lúa bình quân cả năm đạt 60,67 tạ/ha, giảm 0,1%. Sản lượng thóc đạt 879.226 tấn, giảm 0,5% so với năm 2020. Rau màu và cây hàng năm các loại gieo trồng 29.926 ha, giảm 2,4% so với năm trước.
Tổng đàn trâu là 7.726 con, tăng 0,6% so với năm 2020; đàn bò 28.011 con, giảm 1,5%; đàn lợn (không tính lợn con chưa tách mẹ) ước tính là 641.050 con, tăng 0,1%; sản lượng thịt lợn hơi xuất chuồng cả năm đạt 150.470 tấn, tăng 0,2% so với năm 2020. Tổng đàn gia cầm là 9.467 nghìn con, tăng 6,1%; sản lượng thịt gia cầm các loại ước đạt 32.361 tấn.
Năm 2021, ngành Lâm nghiệp tỉnh đã tăng cường trồng rừng, trồng cây phân tán để có vành đai xanh bảo vệ, phòng chống bão lũ, cải tạo môi trường sinh thái, ứng phó biến đổi khí hậu với 31,11 ha rừng và trồng 1,6 triệu cây phân tán các loại. Sản lượng gỗ khai thác ước đạt 4.578 m3 , tăng 2,6%.
Sản lượng thủy sản ước đạt 178.572 tấn, tăng 4,7% so với năm trước; trong đó, sản lượng thủy sản nuôi trồng 121.131 tấn; khai thác 57.441 tấn, tăng 1,9%.

### Công nghiệp
Chỉ số sản xuất công nghiệp (IIP) năm 2021 ước tăng 13,30% so với năm trước. Trong đó, ngành chế biến, chế tạo tăng 13,51%, đóng góp 13,05 điểm phần trăm vào mức tăng chung; ngành sản xuất và phân phối điện tăng 5,07%, đóng góp 0,12 điểm phần trăm; ngành cung cấp nước, hoạt động quản lý và xử lý rác thải, nước thải tăng 9,26%, đóng góp 0,14 điểm phần trăm; riêng ngành khai khoáng giảm 3,27%, làm giảm 0,01 điểm phần trăm.

### Dịch vụ
Năm 2021, tổng mức bán lẻ hàng hóa và dịch vụ ước đạt 52.712 tỷ đồng, tăng 11,9% so với năm trước. Xét theo ngành hoạt động: Doanh thu hoạt độngthương nghiệp ước đạt 47.087 tỷ đồng, chiếm 89,3% tổng mức, tăng 13,1% so với năm 2020; doanh thu dịch vụ lưu trú, ăn uống đạt 2.787 tỷ đồng, giảm 1,7%; doanh thu du lịch lữ hành là 7 tỷ đồng, giảm 32,8%; doanh thu dịch vụ đạt 2.831 tỷ đồng, tăng 7,8%.

### Các khu công nghiệp trong tỉnh Nam Định:
- Khu công nghiệp Hòa Xá: thuộc thành phố Nam Định. Tổng diện tích: 326,8 ha. Tổng mức đầu tư dự kiến: 347 tỷ đồng, Mục tiêu xúc tiến thu hút đầu tư lấp đầy với 86 dự án. (Đã lấp đầy diện tích).
- Khu công nghiệp Mỹ Trung: thuộc huyện Mỹ Lộc và phường Lộc Hạ, ở phía thành phố Nam Định, giáp Quốc lộ 10, khu đất quy hoạch có diện tích 150 ha, có thể phát triển lên 190 ha. Tổng mức đầu tư khoảng 300 - 350 tỷ đồng.
- Khu Công nghiệp Bảo Minh: Thuộc địa bàn huyện Vụ Bản. Phía Bắc và phía Đông giáp xã Kim Thái, phía Tây giáp xã Liên Bảo, phía Nam giáp đường Quốc lộ 10, cách thành phố Nam Định 10 km, cách Thị trấn Gôi - Vụ Bản 5 km. Khu Công nghiệp Bảo Minh nằm ven trục đường quốc lộ 10 cạnh đường sắt Bắc Nam và Đường cao tốc Cầu Giẽ - Ninh Bình nên giao thông từ khu công nghiệp đến các nơi khác như Hà Nội, cảng Hải Phòng có nhiều thuận lợi. Diện tích 200 ha đang quy hoạch chi tiết. Tổng mức đầu tư khoảng 300 - 400 tỷ đồng.
- Khu công nghiệp Mỹ Thuận: được Thủ tướng Chính phủ quyết định chủ trương đầu tư tại Quyết định số 282 ngày 26/2/2021, UBND tỉnh Nam Định quyết định thành lập tại Quyết định số 495 ngày 5/3/2021 KCN có quy mô 158,4ha nằm trên địa bàn các xã Mỹ Thuận, Mỹ Thịnh (Mỹ Lộc) và xã Hiển Khánh (Vụ Bản). Dự án đầu tư xây dựng hạ tầng KCN do Công ty CP xây dựng hạ tầng Đại Phong làm chủ đầu tư với tổng vốn đầu tư 1.621 tỷ đồng...
- Khu công nghiệp Hồng Tiến: Thuộc địa bàn 2 xã Yên Hồng và Yên Tiến, huyện ý Yên, cách Thành phố Nam Định khoảng 25 km, cách thành phố Hoa Lư khoảng 6 km, nằm gần cảng Ninh Phúc, cạnh tuyến đường cao tốc Cầu Giẽ - Ninh Bình, và có tuyến đường sắt Bắc Nam. Khu công nghiệp Hồng Tiến có thể mở rộng với quy mô khoảng 250ha. Khu công nghiệp đã được Tập đoàn Dầu khí Việt Nam đăng ký đầu tư kinh doanh hạ tầng.
- Khu kinh tế Ninh Cơ: Do Tập đoàn Công nghiệp tàu thủy VINASHIN đề xuất, vị trí tại cửa sông Ninh Cơ, diện tích khoảng 500 ha, bao gồm: cảng biển; công nghiệp đóng tàu; công nghiệp cơ khí, chế biến; dịch vụ vận tải; dịch vụ du lịch và các loại hình sảng xuất kinh doanh dịch vụ đa dạng 2 bên cửa sông Ninh Cơ thuộc huyện Hải Hậu và Nghĩa Hưng.
- Khu công nghiệp dệt may Aurora Rạng Đông: Chủ đầu tư KCN là Tập Đoàn Cát Tường (Cát Tường Group) đã động thổ dự án dệt có quy mô giai đoạn một là 300 ha vào năm 2017. Khi hoàn thành dự án thì KCN có diện tích hơn 600 ha, thu hút khoảng 500 doanh nghiệp và 150.000 lao động. Hiện nay, một số nhà đầu tư nước ngoài đã cam kết và đăng ký đầu tư xây dựng nhà máy tại KCN này, trong đó, đáng chú ý là một nhà đầu tư Australia đăng ký xây dựng nhà máy sản xuất len theo công nghệ hiện đại nhất hiện nay. Chủ đầu tư cho biết, dự án khi hoàn thành giai đoạn 1 sẽ tạo việc làm cho hàng vạn lao động của địa phương và các tỉnh, thành phố khác, góp phần cung cấp 1 tỉ mét vải/năm cho ngành may mặc của Việt Nam.
- Các cụm công nghiệp khác: Đã xây dựng 17 cụm công nghiệp huyện và thành phố với tổng diện tích 270 ha, thu hút được 352 doanh nghiệp và các hộ vào đầu tư sản xuất với tổng vốn đầu tư đăng ký 1,075 tỷ đồng và thu hút được hơn 9,000 lao động.

## Giao thông
Có : quốc lộ 10, : quốc lộ 21A, : quốc lộ 37B, : quốc lộ 38B, : đường cao tốc Cầu Giẽ – Ninh Bình, : đường cao tốc Ninh Bình – Hải Phòng đi qua.

## Văn hóa - xã hội
Nam Định là nơi bảo tồn nhiều giá trị văn hóa truyền thống của nền văn minh lúa nước với ẩm thực đặc trưng, các làng nghề, lễ hội, đình, chùa, thánh đường. Nam Định là trung tâm của văn hóa xứ Sơn Nam, cũng như vùng Sơn Nam Hạ.

### Truyền thống văn hóa

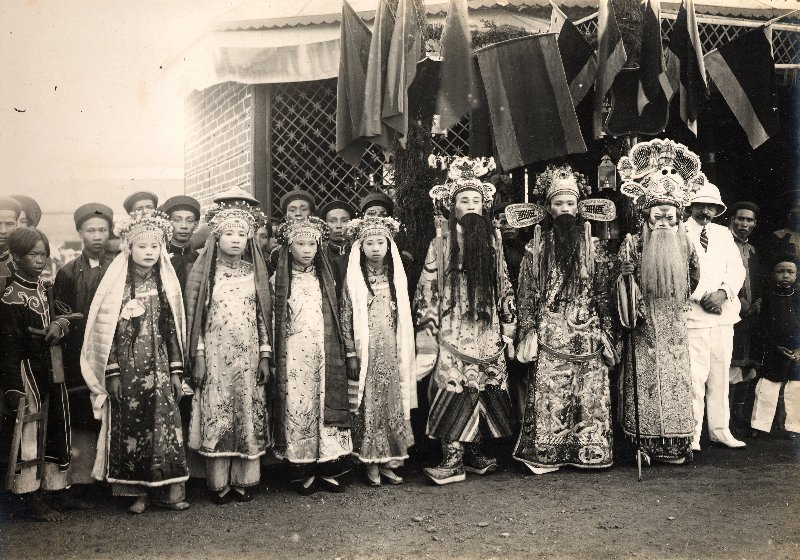
Gánh hát Tuồng Nam Định, 1924.

- Chợ Viềng ở huyện Vụ Bản mỗi năm có một phiên vào ngày 8 tháng giêng Tết Âm lịch hằng năm. Chợ Viềng Nam Giang (Viềng Chợ Chùa) (thị trấn Nam Giang, Nam Trực) vào ngày 7 tháng giêng (ÂL) hằng năm.
- Sơn mài Cát Đằng (xã Yên Tiến, huyện Ý Yên).
- Lễ khai ấn Đền Trần vào đêm ngày 14 tháng giêng (ÂL).
- Nhà hát Chèo Nam Định là một trung tâm văn hóa lớn của tỉnh, nằm trên đường Nguyễn Du, cạnh nhà văn hóa 3/2 thành phố Nam Định.
- Nhà văn hóa 3/2 là nơi tổ chức những sự kiện văn hóa lớn của cả tỉnh cạnh Quảng trường Vị Xuyên.

### Di tích lịch sử

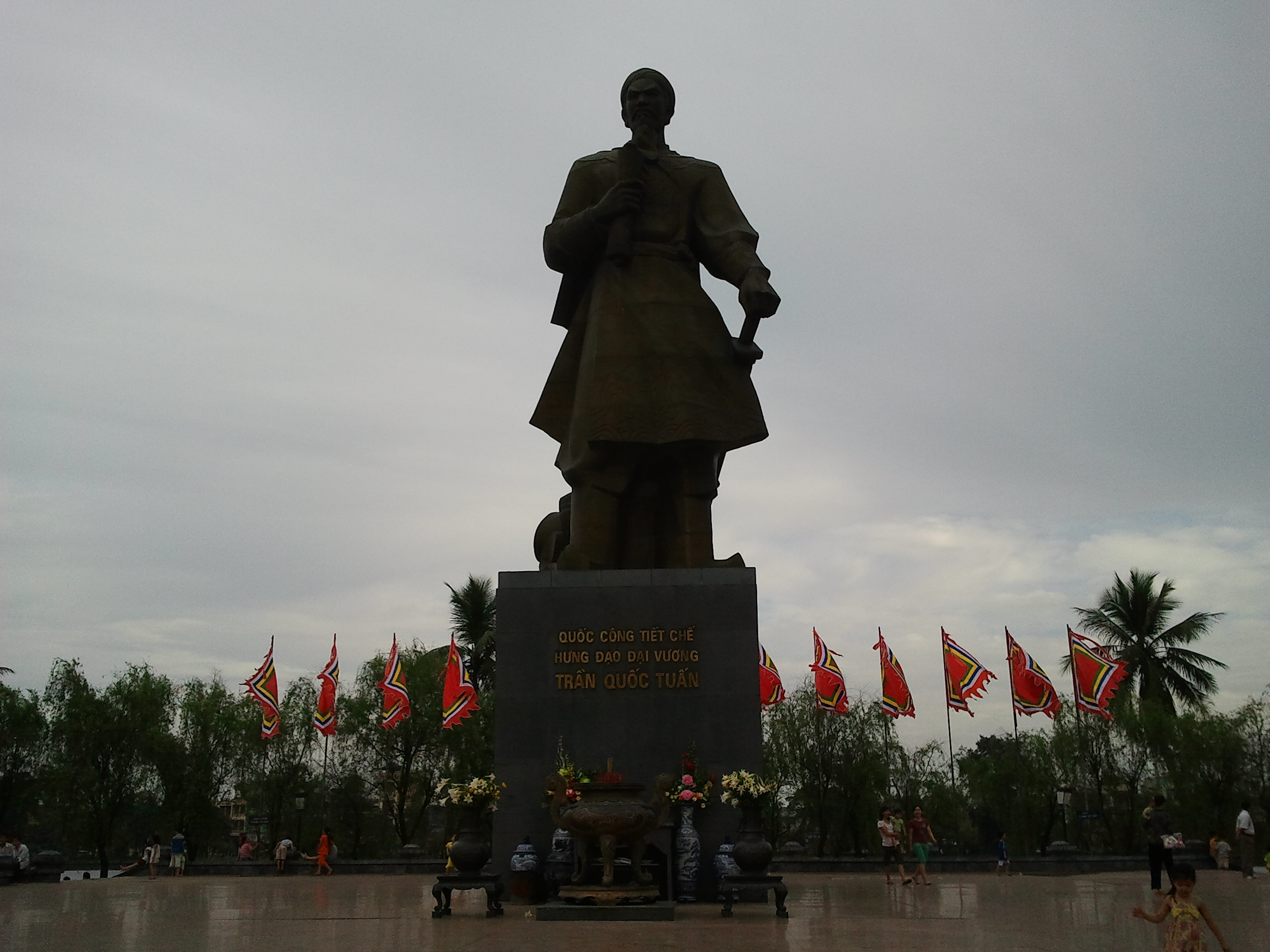
Tượng đài Trần Quốc Tuấn tại Quảng trường 3/2

- Hành cung Thiên Trường xây dựng thời Trần
- Tháp chuông chùa Phổ Minh ngày trước có vạc Phổ Minh là một trong An Nam tứ đại khí.
- Thành Nam Định xây dựng thời Nguyễn.
- Cột cờ Nam Định xây thời Nguyễn, cùng với thành cổ Nam Định.

Làng Tức Mặc, phường Lộc Vượng, thành phố Nam Định xưa là phủ Thiên Trường là quê hương của các vua nhà Trần, một trong những triều đại lừng danh nhất trong lịch sử Việt Nam với chiến tích 3 lần chiến thắng Nguyên Mông.

### Di sản tôn giáo, tín ngưỡng
- Đền Trần là khu đền thờ các vị vua đời Trần nằm trên địa phận phường Lộc Vượng, thành phố Nam Định. Nơi đây vào đúng giờ Tý rằm tháng Giêng âm lịch có lễ Khai Ấn. Tương truyền các vua Trần nghỉ tết âm lịch hàng năm đến rằm tháng Giêng thì Khai Ấn trở lại quốc sự. Lễ Khai Ấn hàng năm rất nhiều khách các tỉnh về Nam Định dự và xin lộc vua Trần.
- Đền An Lá (còn gọi là đình Cả), nằm trên mảnh đất rộng hơn 3000 m², xung quanh là cánh đồng thuộc thôn An Lá, xã Nghĩa An, huyện Nam Trực, cách trung tâm thành phố Nam Định gần 4 km theo tỉnh lộ 490C (quốc lộ 55 cũ). Đền thờ ông Nguyễn Tấn, một danh tướng thời Đinh. Lễ hội hàng năm tổ chức vào ngày 9-12/3 (ÂL) hàng năm. Lễ hội chính vào ngày 10-3 âm lịch.

- Phủ Dầy thờ Thánh Mẫu Liễu Hạnh.

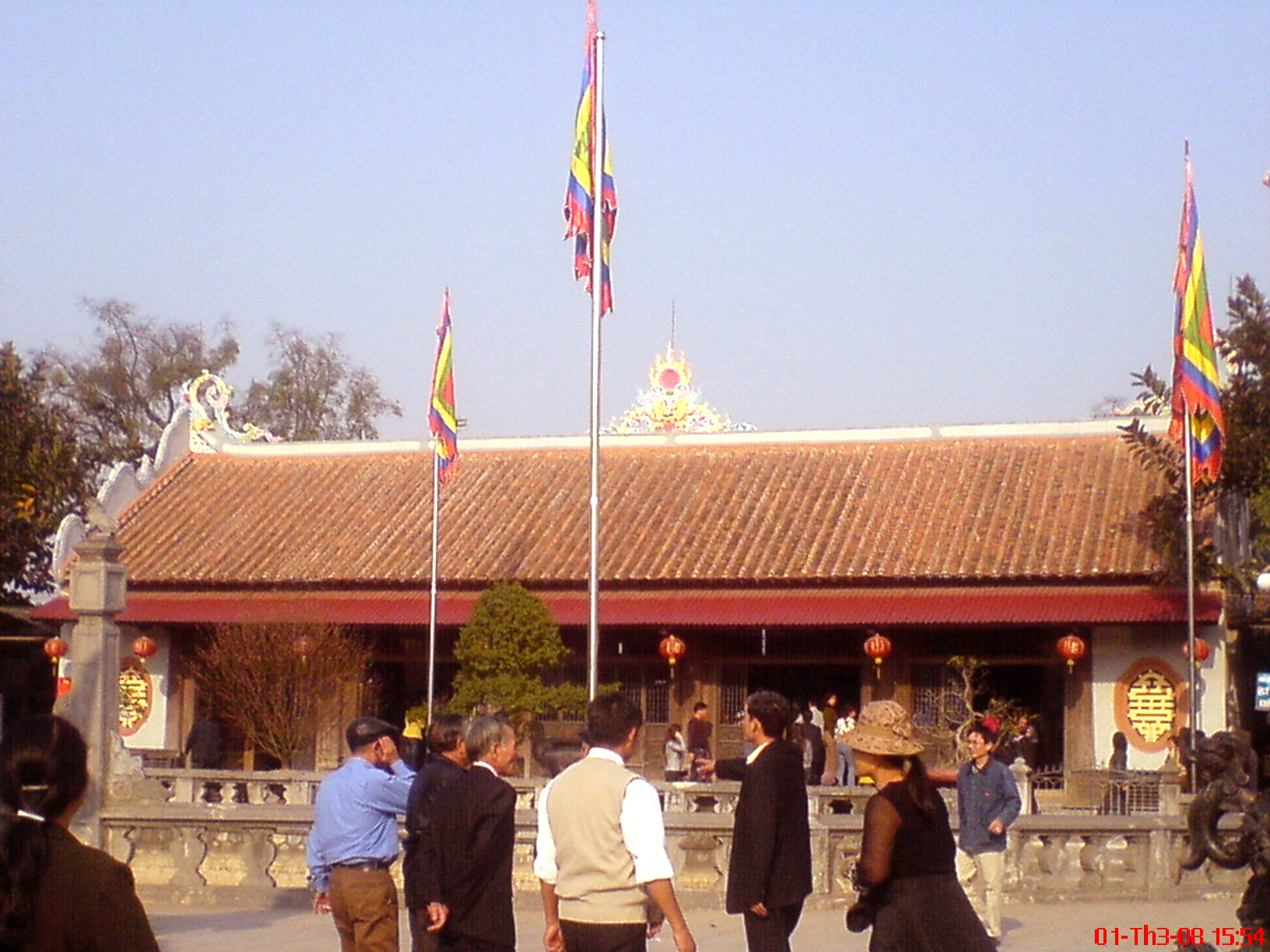
Phủ Tiên Hương là phủ chính thờ Liễu Hạnh công chúa tại Phủ Dầy

- Đền Bảo Lộc thờ Trần Hưng Đạo và An sinh vương Trần Liễu.
- Chùa Keo Hành Thiện: Cách Hà Nội 108 km về phía nam, thẳng cầu Đò Quan 18 km, đến làng Hành Thiện, Xã Xuân Hồng, huyện Xuân Trường, tỉnh Nam Định. Ở đây có một di tích lịch sử được xếp hạng của Bộ văn hóa là Chùa Keo (Hành Thiện) – "Thần Quang Tự" được xây dựng năm 1062 vào thờ nhà Lý. Ngoài ra còn có khu nhà ở của bác Trường Chinh.
- Chùa Cổ Lễ nơi thiền sư Nguyễn Minh Không trụ trì (cùng với các thiền sư Từ Đạo Hạnh và Giác Hải là Nam thiền tam tổ).
- Phủ Quảng Cung (Phủ Nấp) thờ Thánh Mẫu Liễu Hạnh, giáng sinh lần thứ nhất ở xã Yên Đồng, Ý Yên.
- Di tích thờ 12 sứ quân có rất nhiều ở Nam Định cùng với các tướng nhà Đinh. Trong số các vị được thờ có rất nhiều vị đến đây từ các vùng đất khác nhau. Những dấu tích cho thấy ở đây chính là vùng chịu sự ảnh hưởng và địa bàn gây dựng lực lượng của nhiều sứ quân hay các vị "hùng trưởng" khác như Phạm Bạch Hổ, Kiều Công Hãn, Lã Đường, Ngô Nhật Khánh, Nguyễn Khoan, Trần Lãm...dần dần trở thành nơi hội tụ và đối đầu quyết liệt của hào kiệt bốn phương.[27]
- Quần thể di tích thờ Vua Đinh ở Nam Định gồm Đền Vua Đinh (Yên Thắng), đền Thượng, đình Thượng Đồng, đình Cát Đằng ở xã Yên Tiến, đình Viết ở xã Yên Chính, Ý Yên và đền vua Đinh ở làng Việt cổ Bách Cốc, Vụ Bản.
- Chùa Vọng Cung.
- Ở tỉnh Nam Định có nhiều di tích tín ngưỡng thờ quốc sư Minh Không thời Lý như: chùa Cổ Lễ (Trực Ninh), chùa Xuân Trung (Xuân Trường). Ở Ý Yên, Thánh tổ nghề đúc đồng Nguyễn Minh Không được thờ ở đình Cổ Hương xã Yên Phương; đình Phúc Thọ xã Yên Thành và đền Tống Xá xã Yên Xá. Ông còn được phối thờ cùng Lý Thần Tông và Giác Hải tại chùa Nghĩa Xá ở xã Xuân Ninh Xuân Trường. Lễ hội chợ Viềng hàng năm gắn liền với việc thờ ông Nguyễn Minh Không, ông tổ đúc đồng, nên trước đình ông Khổng, người dân thường bày bán đồ đồng, đồ sắt.

### Di sản văn hóa, nghệ thuật

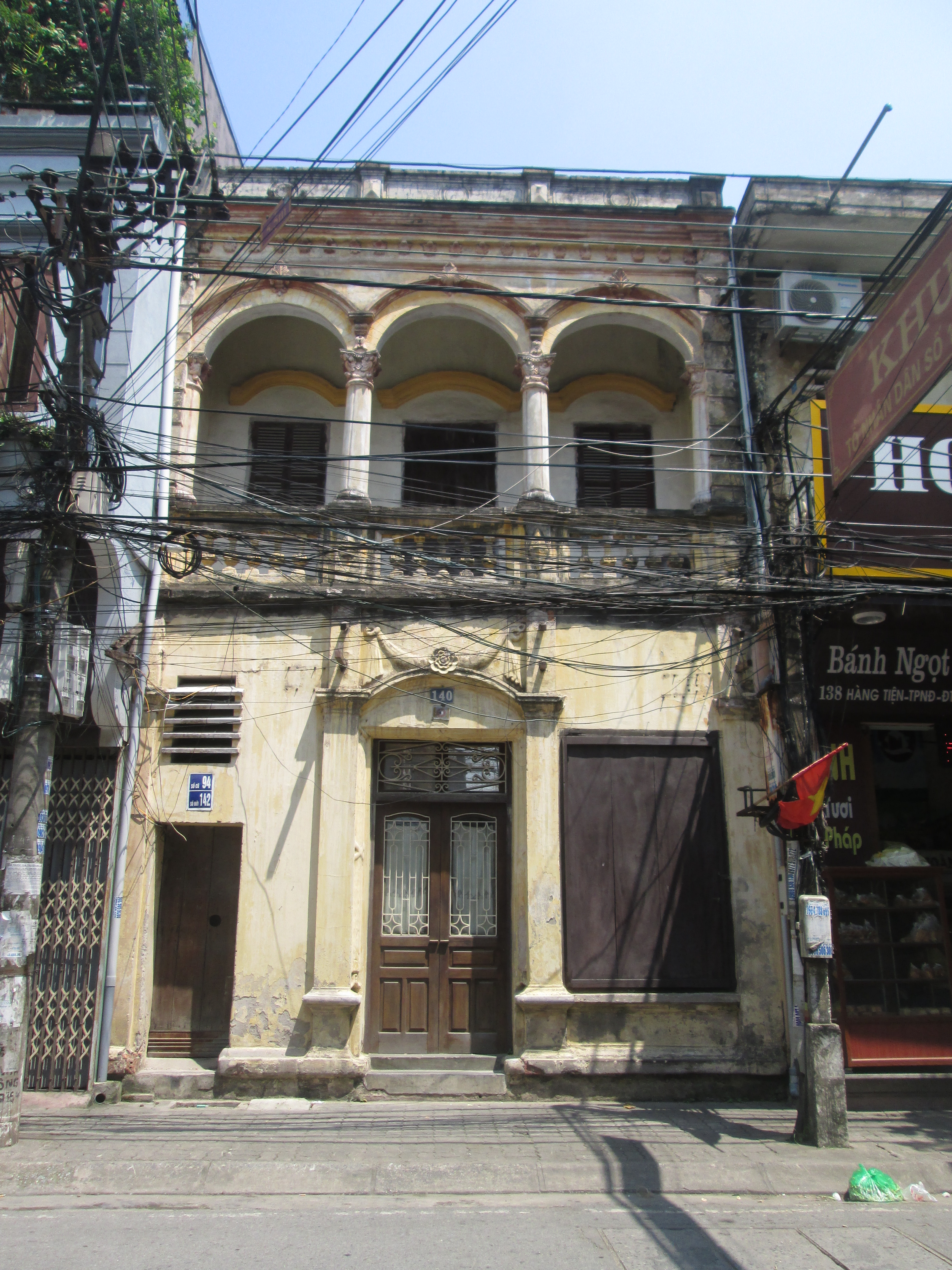
Phố cổ Thành Nam ngày nay. Ảnh chụp phố Hàng Tiện

- Phố cổ Thành Nam là khu vực gồm các phố xá buôn bán nằm giữa sông Vị Hoàng xưa và hai mặt tường thành phía Đông và phía Nam của thành Nam Định thời Nguyễn, vốn hình thành từ thời Lê sơ.
- Mộ Tam Nguyên Yên Đổ Nguyễn Khuyến, tại núi Phương Nhi, xã Yên Lợi phía bắc huyện Ý Yên.
- Mộ nhà thơ Tú Xương, tại Công viên Vị Xuyên, thành phố Nam Định.

### Đặc sản ẩm thực

#### Khái quát
Nam Định có nhiều đặc sản nổi tiếng như: Gạo tám xoan Hải Hậu và Chuối ngự là hai vật phẩm dùng để tiến vua thời phong kiến. Gỏi nhệch, gỏi sứa, cá nướng thơm Hải Hậu. Làng giò truyền thống với đa dạng các loại giò nạc, giò xào, giò mỡ, mọc, chả quấn, chả đĩa thuộc ''Hùng Uyển- Thị Trấn Cồn- Hải Hậu''. Ngoài ra còn có gạo nếp cái hoa vàng Hải Hậu. Thịt cầy, tiểu hổ Nam Trực, Hải Hậu, Giao Thủy, Nghĩa Hưng, Phở bò Nam Định, Bánh gai Nông Thơm- TP Nam Định, Bánh chưng Bà Thìn - Hải Hậu, kẹo dồi (được cho là xuất phát từ ngôi làng trong tác phẩm Tắt đèn của Ngô Tất Tố), bánh đậu xanh Hanh Tụ, bánh nhãn - Hải Hậu, Kẹo Sìu Châu (Là kẹo lạc Nam Định. Nguyên lò nấu kẹo nổi tiếng đầu tiên nằm gần một hội quán của người Triều Châu, nên có tên dân gian là kẹo Sìu Châu); bún chả Thành Nam, nem nắm Giao Thủy, nem Chạo Giao Xuân - Giao Thủy, gỏi.
Nem chạo Giao Xuân - Giao Thủy, nem tung Hải Hậu. Các đặc sản biển Hải Hậu, Giao Thủy là món ăn nổi tiếng toàn quốc nhất là khu vực phía nam, không những thế du khách thế giới cũng rất ưa thích. Với các món ăn trên người Nam Định thường dùng với rượu Bỉnh Ri - Giao Thịnh nổi tiếng xưa nay được lên men từ loại gạo nếp thơm ngon của huyện Giao Thủy.

#### Danh sách ẩm thực Nam Định
Nam Định có các đặc sản, ẩm thực như: bánh cuốn làng Kênh, phở bò Nam Định, rượu Kiên Lao, mắm cáy Hoành Nha, xôi cá rô, thính gạo Yên Định, kẹo Sìu Châu (xã Nam Cường huyện Nam Trực là nơi có nhiều gia đình làm kẹo Sìu Châu nhất Nam Định), bún đũa Nam Định, bánh rang Cát Thành, gỏi nhệch, miến rong làng Phượng, cáy mật Xuân Thủy, bánh khúc, nộm rau câu Giao Thủy, tái thỏ Hải Hậu, bún cá Nam Định, bánh đa nem Xuân Tiến, nước mắm Ngọc Lâm, chè kho Nam Định, gạo thơm tám xoan Hải Hậu, củ niễng, bánh phở Đồng Sơn, bánh chưng bà Thìn Yên Định, bánh xíu páo, bún tươi Phong Lộc, nước mắm Sa Châu, bánh gối, hải sản Giao Thủy, hải sản Hải Hậu, kẹo lạc Thượng Nông, bánh gai Nam Định, xôi xíu, miến khô Nghĩa Lâm, bánh nhãn Đông Cường, nem ốc móng tay Giao Thủy, thịt chuột Vạn Lộc, cau Hải Đường, chuối ngự, đậu phụ Mỹ Hà, cá nướng úp chậu Phương Định, rượu Bỉnh Di, thịt chó tiểu hổ Cầu Vòi, kẹo dồi, nem nắm Giao Thủy.

### Công giáo Nam Định
Tỉnh Nam Định có rất nhiều nhà thờ Công giáo cổ kính. Các giáo xứ, giáo họ ở đây thuộc về Tổng Giáo phận Hà Nội (phần lớn thành phố Nam Định và các huyện Vụ Bản, Ý Yên) và Giáo phận Bùi Chu (phía nam thành phố Nam Định và 6 huyện còn lại). Trong số 117 Thánh tử vì đạo tại Việt Nam có đến 32 vị thánh có sinh quán tại Nam Định. Sách Khâm định Việt sử thông giám cương mục của Quốc sử quán triều Nguyễn viết theo dã lục rằng Nam Định là nơi có giáo sĩ Công giáo đầu tiên đến truyền đạo ở Việt Nam, vào năm Nguyên Hòa thứ nhất, tức năm 1533.

### Thể dục - Thể thao

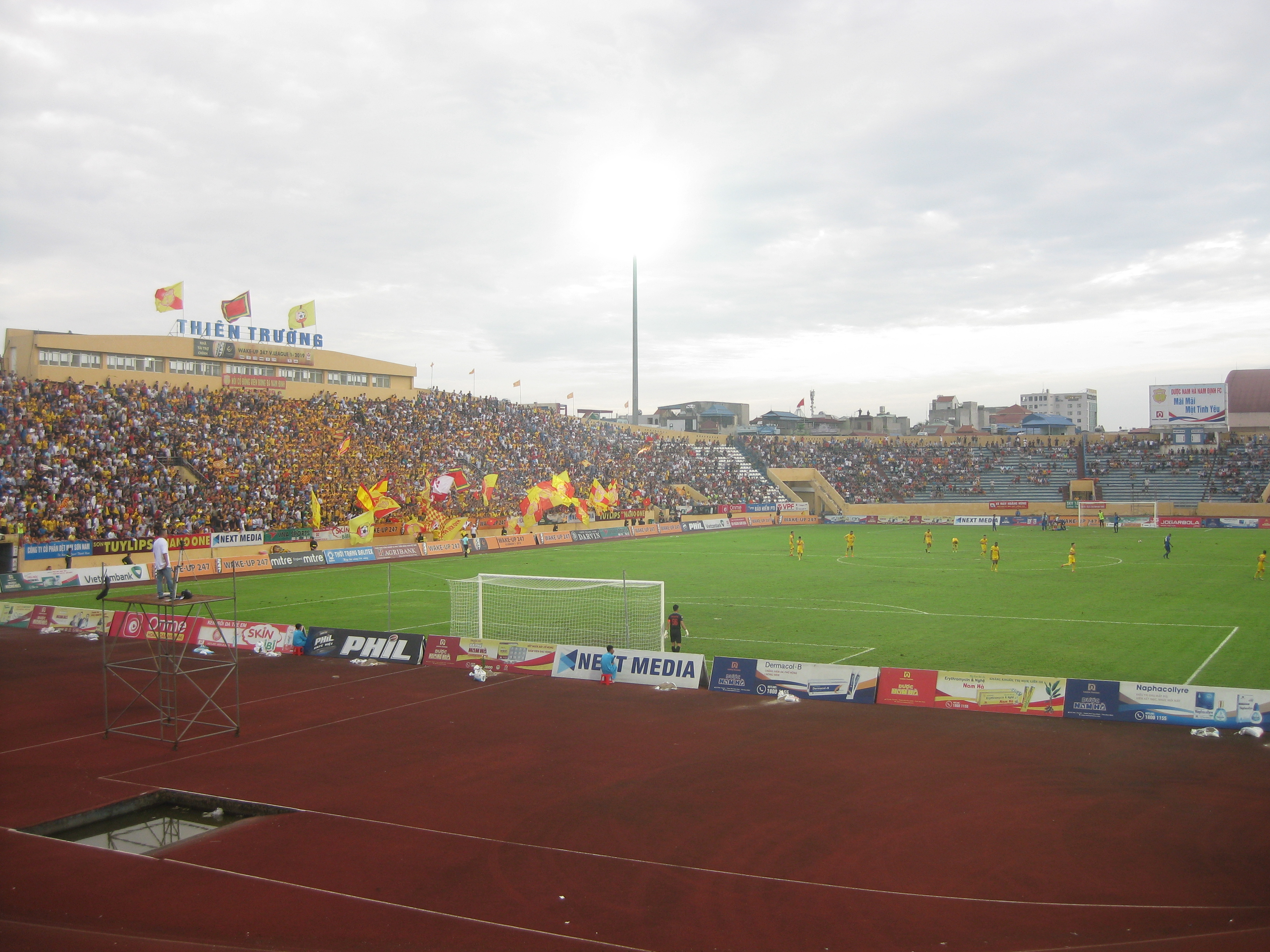
Sân vận động Thiên Trường ngày 17 tháng 8 năm 2019

Nam Định có nhiều trung tâm thể thao lớn là Sân vận động Thiên Trường (tên cũ là Sân vận động chùa Cuối), Nhà thi đấu Trần Quốc Toản, các trận bóng đá và bóng chuyền được tổ chức tại đây. Hai trung tâm này nằm trên đường Hùng Vương, Hàn Thuyên, Trường Chinh của thành phố Nam Định.
Năm 2014, tỉnh Nam Định đã khánh thành và đưa vào sử dụng Cung thể thao tỉnh Nam Định gồm nhà thi đấu đa năng 4000 chỗ ngồi và bể bơi có mái che đạt chuẩn quốc tế để phục vụ Đại hội thể dục thể thao toàn quốc lần thứ VII do Nam Định đăng cai làm chủ nhà. Ngoài ra còn có rất nhiều sân thể thao mini phục vụ phong trào thể thao quần chúng với các môn thể thao phổ biến là cầu lông, bóng đá, bóng chuyền.
Bóng đá Nam Định đã hai lần đoạt chức vô địch Đông Dương trong tên gọi Đội Cotonkin năm 1941, 1945, vô đich quốc gia năm 1985, lúc đó mang tên đội bóng Công nghiệp Hà Nam Ninh, với danh thủ Nguyễn Văn Dũng Lưu trữ ngày 9 tháng 3 năm 2008 tại Wayback Machine. Năm 2001, đội Nam Định về nhì giải vô địch quốc gia. Năm 2007, đội bóng đá Nam Định với tên gọi Đạm Phú Mỹ Nam Định đoạt Cúp Quốc gia lần đầu tiên.
Đội bóng Nam Định đăng quang ngôi Vô địch U21 QG năm 2011.

## Giáo dục

### Khái quát chung
Từ xa xưa mảnh đất Nam Định luôn được mệnh danh là "đất học" , là một tỉnh có bề dày văn hóa và truyền thống hiếu học bậc nhất của cả nước. Sở Giáo dục cũng như Đội tuyển thi học sinh giỏi Quốc gia nhiều năm xếp thứ nhất toàn quốc. Ngoài ra còn có nhiều học sinh đạt giải trong các kì thi OLYMPIC quốc tế, khẳng định truyền thống hiếu học của mảnh đất thành Nam.
Trường Trung học phổ thông chuyên Lê Hồng Phong (tức Trường Thành Chung Nam Định xưa) là một trong những ngôi trường Chuyên nổi tiếng hàng đầu của cả nước với bề dày thành tích đáng nể 100 năm xây dựng và phát triển. Trường cũng thường được gọi là "trường Lê", để phân biệt với trường cùng tên ở Thành phố Hồ Chí Minh. Ngoài ra, còn có một số ngôi trường khác cũng khá nổi bật là các trường THPT Giao Thủy, (trường chuẩn quốc gia năm 2003), trường THPT Xuân trường A, THPT Trần Hưng Đạo (trường chuẩn quốc gia năm 2009), THPT Nguyễn Khuyến (trường chuẩn quốc gia), THPT Hải Hậu A (trường chuẩn quốc gia năm 2003), THPT Tống Văn Trân (trường chuẩn quốc gia năm 2012), THPT Lý Tự Trọng, THCS Trần Đăng Ninh, Tiểu học Phạm Hồng Thái, THCS Nguyễn Hiền, THPT B Nghĩa Hưng, THPT Mỹ Tho - Ý Yên. Ngoài ra trong top 200 trường có kết quả cao nhất cả nước thì Nam Định có tới 17 trường, cứ trung bình mỗi trung tâm cấp huyện hay thành phố có 2 trường nằm trong top các trường dẫn đầu cả nước chiếm tỷ lệ xấp xỉ 50% các trường toàn tỉnh. Trong Top 100 trường Trung học phổ thông tốt nhất Việt Nam năm 2009, Nam Định có tới 7 trường.
Nam Định có Trường Đại học Điều dưỡng được thành lập năm 2005 là trường Đại học đào tạo về Điều Dưỡng đầu tiên của cả nước (257 Hàn Thuyên, Thành phố Nam Định); ngoài ra còn có các trường ĐH khác như trường Đại học Sư phạm kỹ thuật Nam Định; trường Đại học Dân Lập Lương Thế Vinh; trường Đại học Kinh tế kỹ thuật công nghiệp; trường Cao đẳng Sư phạm Nam Định và 12 trường cao đẳng khác...

### Thành tựu giáo dục
Về giáo dục phổ thông, tỉnh Nam Định thường xếp vị trí thứ nhất trong các bảng thống kê về kết quả thi THPT Quốc gia, thi tốt nghiệp, tỷ lệ đỗ đại học...
Về giáo dục chất lượng cao, thành tựu của tỉnh Nam Định có thể liệt kê sơ bộ theo các năm học dưới đây:
Năm học 2020 - 2021:
1 HCĐ Olympic Toán học Quốc tế (Trần Nhật Minh)
Năm học 2019 - 2020:
1 HCV Olympic Hoá học Quốc tế (Nguyễn Văn Hoàng)
Phạm Minh Nguyệt (Nam Trực - Nam Định) tốt nghiệp Thủ Khoa học viện Nông Nghiệp
Năm học 2018 - 2019
1 HCB Olympic Hóa học Quốc tế (Phạm Thanh Lâm) 
Năm học 2017 - 2018:
1 HCB Olympic Hóa học Quốc tế (Hoàng Thanh Tùng) 
1 em dành học bổng toàn phần bậc đại học ở 12 trường đại học danh tiếng thế giới, trong đó có ĐH Stanford và ĐH Chicago ở Mỹ (Vũ Đức Tài)
1 em dành học bổng 4 tỷ đồng ở bậc đại học ở đại học ĐH Texas Christian ở Mỹ (Nguyễn Thị Thúy Quỳnh)
Năm học 2016 - 2017:
1 em dành học bổng toàn phần bậc đại học ở học viện công nghệ hàng đầu thế giới, Massachusetts Institute of Technology, ở Mỹ (Đinh Thị Hương Thảo) 
Năm học 2015 - 2016:
1 HCV Olympic Vật Lý Quốc tế, 1 HCB Olympic Vật Lý châu Á (Đoàn Thị Anh Thư),
1 HCĐ Olympic Toán học Quốc tế (Vũ Đức Tài),
1 HCĐ Olympic Vật Lý Quốc tế (Phạm Ngọc Nam),
2 HCĐ Olympic Vật Lý châu Á (Phạm Ngọc Nam, Nguyễn Văn Quân),
1 Bằng khen Olympic Vật lý châu Á (Đỗ Thùy Trang)
1 HCB Olympic Hóa học Quốc tế (Nguyễn Thành Trung) , 1 HCB Olympic Hóa học Quốc tế (Nguyễn huy Hoang- truong Am)
1 thủ khoa Khối A1 toàn quốc năm 2016 (Trần Trung Dũng)
Ngày 21/08/2016, Olympia 16 kết thúc, THPT chuyên Lê Hồng Phong (Nam Định) đã đạt giải á quân (Lâm Vũ Tuấn)
Năm học 2014 - 2015:
1 HCV Olympic Vật Lý Quốc tế,1 HCB Olympic Vật Lý châu Á (Đinh Thị Hương Thảo)
1 HCĐ Olympic Sinh học quốc tế (Phạm Minh Đức)
1 thủ khoa Khối B toàn quốc năm 2015 (Nguyễn Hoàng Hải)
2013-2014:(nguồn: trang wiki trường Lê Hồng Phong Nam Định)
- Phạm Minh Đức: Huy chương Đồng Olympic Sinh học quốc tế tại Indonesia
- Nguyễn Thị Minh Nguyệt: Huy chương vàng Olympic Tiếng Nga quốc tế

2012-2013:
- Trần Thị Thu Hương: Huy chương Đồng và danh hiệu "Thí sinh nữ xuất sắc nhất châu Á" kì Olympic Vật lý Quốc tế tại Đan Mạch.
- Đặng Tuấn Linh: bằng khen Olympic Vật lý châu Á

2011-2012:
- Nguyễn Thu Trang: Huy chương Bạc Olympic Sinh học Quốc tế tại Singapore
- Trần Đức Huy: Huy chương Đồng Olympic Sinh học Quốc tế tại Singapore
- Đinh Việt Thắng: Huy chương Bạc Olympic Vật lý châu Á tại Ấn Độ, Huy chương Đồng Olympic Vật lý Quốc tế tại Estonia
- Bùi Xuân Hiển: Huy chương Đồng Olympic Vật lý châu Á tại Ấn Độ, Huy chương Đồng Olympic Vật lý Quốc tế tại Estonia
- Trần Thị Mai Hương: Huy chương Đồng Olympic Hóa học Quốc tế tại Hoa Kỳ.

2010-2011:
- Nguyễn Thu Trang: Huy chương Đồng Sinh học Quốc tế,
- Đặng Thu Trang: Bằng khen Sinh học Quốc tế,
- Nguyễn Văn Thế: Hu chương Đồng Toán Quốc tế.

2009 - 2010:
- Phạm Văn Quyền: Huy chương Bạc Vật Lý Quốc tế tại Croatia.

2008 - 2009:
- Phạm Văn Quyền, HC Bạc Vật lý Quốc tế tại Mexico.

2006 - 2007:
- Lương Kim Doanh, Bằng khen Vật lý châu Á.
- Đinh Đăng Đức, HC Đồng Vật lý châu Á,

2005 - 2006:
- Trần Mạnh Tùng, Bằng khen Vật lý châu Á.

2003 - 2004:
- Đoàn Văn Khánh, HCB Vật lý Quốc tế,
- Đoàn Văn Khánh, HCB Vật lý châu Á

2002 - 2003:
- Nguyễn Đăng Hợp, HCB Toán Quốc tế,
- Trần Công Toán, HCB Vật lý châu Á

2000 - 2001:
- Hoàng Thu Quỳnh, HCĐ Olimpic Tiếng Nga tại Nga,
- Trần Công Tú, HC Đồng Sinh học Quốc tế

1999 - 2000:
- Nguyễn Trung Dũng, Bằng khen Vật lý Quốc tế,
- Hoàng Tiến, Bằng khen Vật lý châu Á,
- Vũ Việt Tài, HCB Toán châu Á - TBD

1998 - 1999:
- Hoàng Mạnh Quang, HCB Toán châu Á - TBD,
- Phạm Văn Quyền, HCĐ Toán châu Á - TBD,

1997 - 1998:
- Chu Văn Trung, HCĐ Sinh học Quốc tế,
- Nguyễn Anh Hoa, HCĐ Toán châu Á - TBD

1996 - 1997:
- Trần Thế Truyền, HCB Vật lý Quốc tế,
- Lương Văn Huấn, HCĐ Hóa học Quốc tế,
- Vũ Hải Sâm, HCB Toán châu Á - TBD

1994 - 1995:
- Đặng Thu Giang, HCV Olimpic Tiếng Nga tại Nga,
- Cao Hồng Hạnh, HCV Olimpic Tiếng Nga tại Nga,
- Nguyễn Quỳnh Hương, HCV Olimpic Tiếng Nga tại Nga,
- Trần Vân Anh, HCB Olimpic Tiếng Nga tại Nga,
- Vũ Việt Hà, HCĐ Olimpic Tiếng Nga tại Nga

1993 - 1994:
- Cao Minh Trí, HCĐ Olimpic Tin học Quốc tế

## Danh nhân
Nam Định là quê hương của nhiều chính khách và học giả nổi tiếng. Dưới đây là một số cá nhân tiêu biểu cho đất và người nơi đây:
Thần Thánh
1. Liễu Hạnh Công chúa (1557–1577): Một trong những vị Thánh quan trọng của tín ngưỡng Việt Nam. Bà còn được gọi bằng các tên: Bà Chúa Liễu, Liễu Hạnh (柳杏), Mẫu Liễu Hạnh (母柳杏), Mẫu Thượng Thiên (母上天) hoặc ở nhiều nơi thuộc vùng Bắc Bộ bà được gọi ngắn gọn là Mẫu Liễu.

### Thời phong kiến

#### Chính trị - Quân sự
1. Trần Thái Tông (1218–1277): Vị vua đầu tiên của nhà Trần, người đã trực tiếp lãnh đạo cuộc kháng chiến chống quân Mông Cổ xâm lược vào năm 1258.
2. Trần Nhân Tông (1258–1308): Vị vua thứ 3 của nhà Trần, có nhiều đóng góp cho sự phát triển bền vững của Đại Việt cuối thế kỷ XIII, cũng như việc bảo vệ nền độc lập và mở rộng lãnh thổ đất nước. Ngoài ra, ông cũng là một thiền sư lớn của Phật giáo Việt Nam thời trung đại.
3. Hưng Đạo Vương Trần Quốc Tuấn (1231–1300): Một nhà chính trị, nhà quân sự, tôn thất hoàng gia Đại Việt thời Trần. Ông được biết đến trong lịch sử Việt Nam với việc chỉ huy quân đội đánh tan hai cuộc xâm lược của quân Nguyên – Mông năm 1285 và năm 1288.
4. Chiêu Minh Vương Trần Quang Khải (1241–1294): Một nhà chính trị, quân sự, tôn thất hoàng gia Đại Việt thời Trần. Ông làm đến chức Thừa tướng, giữ vai trò nổi bật trong trận phòng thủ Thanh Hóa, Nghệ An và trận đánh tan quân Nguyên tại Chương Dương độ.
5. Chiêu Văn Vương Trần Nhật Duật (1255–1330): Một nhà chính trị, quân sự, nhà ngoại giao Đại Việt thời Trần. Ông là người có công lớn trong trận Hàm Tử.

#### Trạng Nguyên
1. Nguyễn Hiền (1234–1256): Người làng Dương A huyện Nam Trực. Trạng nguyên thời Nhà Trần, là trạng nguyên trẻ nhất trong lịch sử khoa cử Việt Nam, khi mới 13 tuổi. Cuộc đời ông gắn với nhiều giai thoại dân gian Việt Nam còn lưu truyền đến nay.
2. Đào Sư Tích (1348–1396): Người làng Cổ Lễ huyện Trực Ninh. Trạng nguyên thời Nhà Trần. Sau khi qua đời dân làng Cổ Lễ thờ ông làm thành hoàng, được nhiều triều đại vua chúa ban sắc cho làm thượng đẳng thần.
3. Vũ Tuấn Chiêu (1426–?): Người làng Cổ Da huyện Nam Trực. Trạng Nguyên thời Nhà Lê sơ.
4. Lương Thế Vinh (1441–1496): Còn được gọi là Trạng Lường, người làng Cao Hương huyện Vụ Bản. Trạng Nguyên thời Nhà Lê sơ. Ông là một nhà toán học, Phật học, Chính trị gia và là nhà giáo tâm huyết
5. Trần Văn Bảo (1524–1611): Người làng Cổ Chử huyện Nam Trực. Trạng Nguyên thời Nhà Mạc. Khi nhà Lê trung hưng, vời ông ra làm quan nhưng ông đã từ chối, giữ lòng trung với nhà Mạc, theo truyền thống của kẻ sĩ không thờ hai triều.

### Thời Cận đại - Hiện đại

#### Chính trị
1. Trường Chinh (1907–1988): Cố Tổng Bí thư, Chủ tịch Quốc hội, Chủ tịch Hội đồng Nhà nước, Bí thư Quân ủy Trung ương.
2. Lê Đức Thọ (1911–1990): Cố Ủy viên Bộ Chính trị, Trưởng ban Tổ chức Trung ương Đảng, thường trực ban Bí thư, trực tiếp phụ trách đoàn ngoại giao Việt Nam đàm phán với Mỹ về Hiệp định Paris.
3. Đinh Đức Thiện (1914–1986): Cố Chủ nhiệm Tổng cục Hậu cần, Bộ trưởng Bộ Giao thông Vận tải, Thứ trưởng Bộ Quốc phòng.
4. Đặng Việt Châu (1914–1987): Cố Bộ trưởng Bộ Tài chính, Bộ trưởng Bộ Ngoại thương, tổng giám đốc Ngân hàng Nhà nước.
5. Đinh Thị Vân (1916–1995): Điệp viên nổi tiếng trong Chiến tranh Việt Nam, được Nhà nước Việt Nam phong tặng danh hiệu Anh hùng Lực lượng vũ trang nhân dân.
6. Song Hào (1917–2004): Cố Chủ nhiệm Tổng cục Chính trị, Bộ trưởng Bộ Thương binh và Xã hội, Thứ trưởng Bộ Quốc phòng.
7. Nguyễn Văn Vịnh (1918–1978): Từng là Trưởng phái đoàn Quân đội nhân dân Việt Nam bên cạnh Ủy ban Quốc tế thi hành hiệp định Geneve tại Sài Gòn, cố Chủ nhiệm Tổng cục Cán bộ, Bộ Quốc phòng - Tổng Tư lệnh, Chủ nhiệm Ủy ban Thống nhất Trung ương.
8. Nguyễn Cơ Thạch (1921–1998): Cố Bộ trưởng Bộ Ngoại giao, Ủy viên Bộ Chính trị.
9. Mai Chí Thọ (1922–2007): Cố Ủy viên Bộ Chính trị, Bộ trưởng Bộ Nội vụ, Bí thư Thành ủy Thành phố Hồ Chí Minh, Đại tướng CAND Đầu tiên.
10. Trần Xuân Bách (1924–2006): Cố Ủy viên Bộ Chính trị, Trưởng ban chỉ đạo bộ máy hành chính Campuchia, Trưởng ban Tuyên giáo Trung ương.
11. Đặng Quốc Bảo (sinh 1927): Nguyên Ủy viên Trung ương Đảng, Trưởng ban Khoa giáo, Bí thư Thứ nhất Đoàn TNCS Hồ Chí Minh.
12. Hồng Hà (1928–2011): Cố tổng biên tập Báo Nhân dân, Trưởng ban Đối ngoại Trung ương, Chánh Văn Phòng Trung ương Đảng.
13. Đặng Hồi Xuân (1929 - 1988): Nguyên Bộ trưởng Bộ Y tế từ năm 1982 đến 1988.
14. Nguyễn Văn An (sinh 1937): Nguyên Chủ tịch Quốc hội, Trưởng ban Tổ chức Trung ương.
15. Đặng Vũ Chư (sinh 1940): Nguyên Bộ trưởng bộ Công Nghiệp từ năm 1990 đến 2002.
16. Ngô Xuân Lộc (sinh 1940): Nguyên Phó Thủ tướng, Bộ trưởng Bộ Xây dựng từ năm 1989 đến1997.
17. Vũ Xuân Thiều (1945–1972): Cố Thượng úy Quân đội nhân dân Việt Nam, anh hùng cảm tử đã lao vào tiêu diệt máy bay Boeing B-52 Stratofortress của Không quân Hoa Kỳ.
18. Đinh Thế Huynh (sinh 1953): Nguyên Tổng biên tập Báo Nhân Dân, Thường trực Ban Bí thư, Trưởng ban Tuyên giáo Trung ương.
19. Vũ Văn Ninh (sinh 1955): Nguyên Phó Thủ tướng, Bộ trưởng Bộ Tài chính từ năm 2006 đến 2011.
20. Cao Đức Phát (sinh 1956): Nguyên Trưởng ban kinh tế Trung ương, Bộ trưởng Bộ Nông nghiệp và Phát triển Nông thôn từ năm 2004 đến 2014.
21. Phạm Hồng Hà (sinh 1958): Nguyên Bộ trưởng Bộ Xây dựng từ năm 2016 đến 2021.
22. Phạm Bình Minh (sinh 1959): Nguyên Bộ trưởng Bộ Ngoại giao từ năm 2011 đến 2021, Phó Thủ tướng thường trực đương nhiệm.
23. Đinh La Thăng (sinh 1960): Nguyên Chủ tịch Hội đồng quản trị Tổng công ty Sông Đà, Chủ tịch Hội đồng quản trị Tập đoàn Dầu khí Quốc gia Việt Nam, Bí thư Thành ủy Thành phố Hồ Chí Minh. Bộ trưởng Bộ Giao thông Vận tải từ năm 2011 đến 2016.
24. Phan Văn Giang (sinh 1960): Nguyên Tổng tham mưu trưởng Quân đội nhân dân Việt Nam, Bộ trưởng Bộ Quốc phòng đương nhiệm.
25. Trần Văn Sơn (sinh 1961): Bộ trưởng Chủ nhiệm Văn phòng Chính phủ.
26. Đặng Đình Quý (sinh 1961): Nguyên Giám đốc Học viện Ngoại giao, Thứ trưởng Bộ Ngoại giao Việt Nam, Trưởng phái đoàn Đại diện thường trực Việt Nam tại Liên Hợp Quốc từ năm 2018 đến nay.
27. Nguyễn Xuân Ký (sinh 1972): Bí thư Tỉnh ủy - Chủ tịch Hội đồng Nhân dân tỉnh Quảng Ninh
28. Đoàn Hồng Phong (sinh 1963): Tổng Thanh tra Chính phủ Việt Nam đương nhiệm.
29. Nguyễn Thanh Long (sinh 1966): Cựu Bộ trưởng Bộ Y tế, Phó Trưởng Ban Thường trực Ban Chỉ đạo Quốc gia phòng chống dịch Covid-19.
30. Đặng Xuân Phương (sinh 1974): Phó Bí thư Tỉnh ủy Quảng Ninh, Trưởng Đoàn đại biểu Quốc hội khóa XV tỉnh Quảng Ninh

#### Văn học
- Tú Xương (1870–1907): Nhà thơ.
- Đoàn Văn Cừ (1913–2004): Nhà thơ.
- Vũ Khiêu (1916–2021): Giáo sư, học giả nghiên cứu về văn hóa Việt Nam, Viện trưởng đầu tiên của Viện Xã hội học Việt Nam, nguyên Phó Giám đốc Thông tấn xã Việt Nam, nguyên Phó Chủ nhiệm Ủy ban Khoa học Xã hội (nay là Viện Khoa học Xã hội Việt Nam).
- Nguyên Hồng (1918–1982): Nhà văn.
- Nguyễn Bính (1918–1966): Nhà thơ.
- Trần Dần (1926–1997): Nhà thơ, nhà văn.
- Nguyễn Khải (1930–2008): Nhà văn.

#### Nghệ thuật
- Hà Thị Cầu (1928–2013): Nghệ nhân hát Xẩm. Bà được xem là nghệ nhân hát xẩm cuối cùng của thế kỷ 20 và từng được mệnh danh là "báu vật nhân văn sống".
- Đặng Thế Phong (1918–1982): Nhạc sĩ thuộc thế hệ tiên phong của tân nhạc Việt Nam, một trong những gương mặt tiêu biểu nhất cho giai đoạn âm nhạc tiền chiến.
- Trần Lập (1974–2016): Nhạc sĩ, ca sĩ thuộc thể loại nhạc rock.
- Hoàng Bách (sinh 1980): Ca sĩ kiêm nhạc sĩ thuộc thể loại V-pop.
- Đinh Tiến Dũng (sinh 1981): Diễn viên, người dẫn chương trình và nhà viết kịch, công tác chủ yếu tại Tập đoàn FPT. Anh nổi tiếng với vai diễn giáo sư Cù Trọng Xoay trong chương trình Thư giãn cuối tuần, và hiện là người dẫn chương trình của Ai là triệu phú.
- Nhật Thủy (sinh 1991): Ca sĩ; quán quân của cuộc thi Vietnam Idol mùa 5 và Gương mặt thân quen mùa 7.
- Nguyễn Cao Kỳ Duyên (sinh 1996): Người mẫu, là Hoa hậu Việt Nam 2014 và là Miss Universe Vietnam 2024.

#### Giáo dục
- Nguyễn Ngọc Ký (sinh 1947): Nhà giáo ưu tú, nổi tiếng với câu chuyện dùng đôi chân thay cho đôi tay bị bại liệt để viết, lập kỷ lục Việt Nam về "Người thầy đầu tiên dùng chân để viết".
- Vũ Hà Văn (sinh 1970): Giáo sư Toán học, hiện đang giảng dạy tại Đại học Yale (Hoa Kỳ).

#### Thể thao
- Vũ Như Thành (sinh 1981): Huấn luyện viên bóng đá, cựu tuyển thủ đội tuyển quốc gia Việt Nam. Thời còn thi đấu, anh được coi là một trong những trung vệ xuất sắc nhất lịch sử của bóng đá Việt Nam và cùng đội tuyển Việt Nam đăng quang tại AFF Suzuki Cup 2008.
- Đinh Thị Bích (sinh 1997): Vận động viên điền kinh, huy chương vàng nội dung chạy 800m nữ tại SEA Games 30 năm 2019.

## Tỉnh kết nghĩa
- Mỹ Tho (cũ)

Mỹ Tho vốn là tên một tỉnh cũ ở miền Tây Nam Bộ (Đồng bằng sông Cửu Long) và thuộc Khu 8 (còn gọi là Khu Trung Nam bộ) trong Chiến tranh Việt Nam. Trong giai đoạn 1967-1968, lần lượt địa bàn tỉnh Mỹ Tho được chia ra thành ba đơn vị hành chính cấp tỉnh, cùng tồn tại độc lập, ngang hàng nhau là tỉnh Mỹ Tho, tỉnh Gò Công và thành phố Mỹ Tho. Trong đó, thành phố Mỹ Tho giữ vai trò là trung tâm chỉ đạo của toàn Khu 8 lúc bấy giờ. Tháng 2 năm 1976, ba đơn vị hành chính cấp tỉnh ngang bằng nhau này được hợp nhất thành một tỉnh có tên gọi mới là tỉnh Tiền Giang cho đến ngày nay. Từ đó, Mỹ Tho chỉ còn là tên gọi của thành phố tỉnh lỵ trực thuộc tỉnh này: thành phố Mỹ Tho. Tháng 8 năm 1968, tại huyện Ý Yên thuộc tỉnh Nam Định ngày nay đã có một trường học mới được thành lập, lấy tên là Trường Cấp III Mỹ Tho và ngày nay là trường Trung học phổ thông Mỹ Tho - một mái trường mang tên của một tỉnh miền Nam kết nghĩa với tỉnh Nam Định. Hiện tại, thành phố Nam Định có chợ lớn thứ hai trong thành phố có tên gọi là chợ Mỹ Tho. Đầu năm 2014, tuyến đường D3 trong Khu đô thị mới Thống Nhất ở thành phố Nam Định cũng được đặt tên là đường Mỹ Tho. Tháng 8 năm 2013, chính quyền thành phố Mỹ Tho cũng ra quyết định thành lập trường Trung học cơ sở Nam Định.
- Oudomxay (Lào)

## Hình ảnh Nam Định

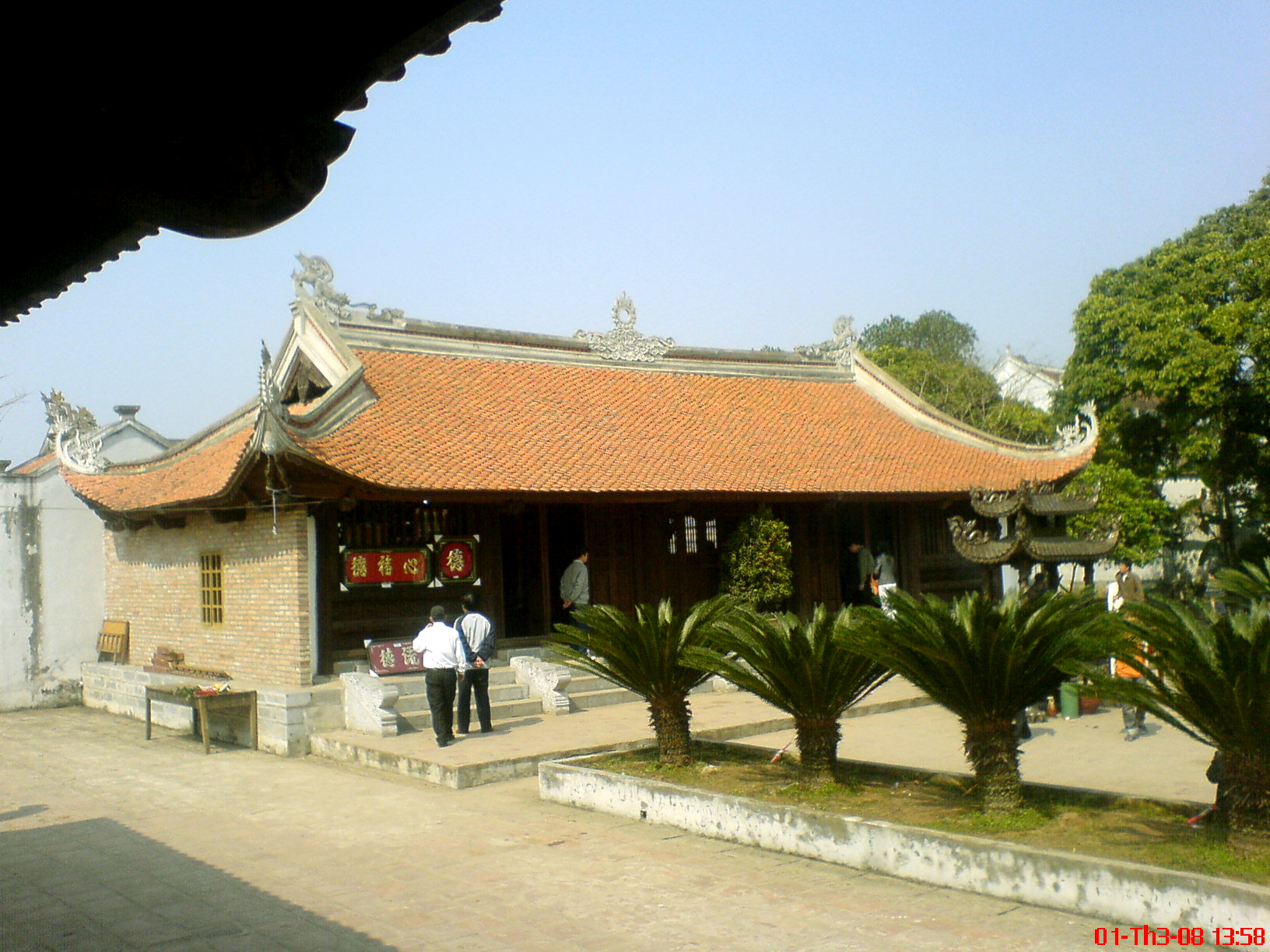
Đền Trần (Nam Định).
Tháp Phổ Minh.
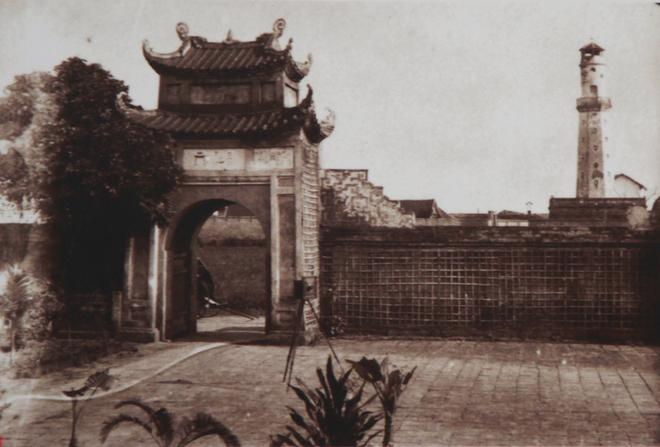
Ảnh chụp một góc tường thành Nam Định, nay đã bị phá hủy gần như toàn bộ
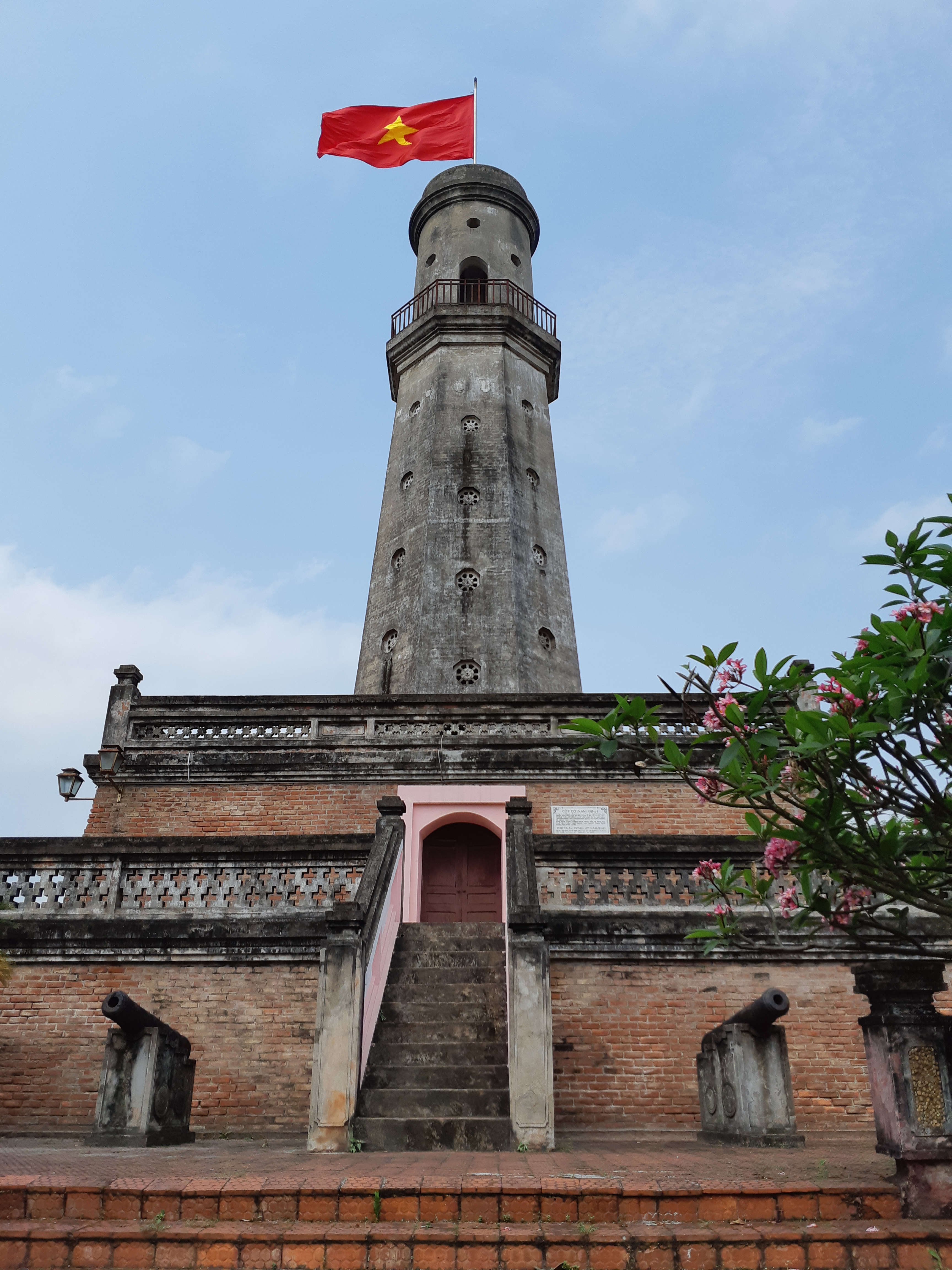
Cột cờ Nam Định.
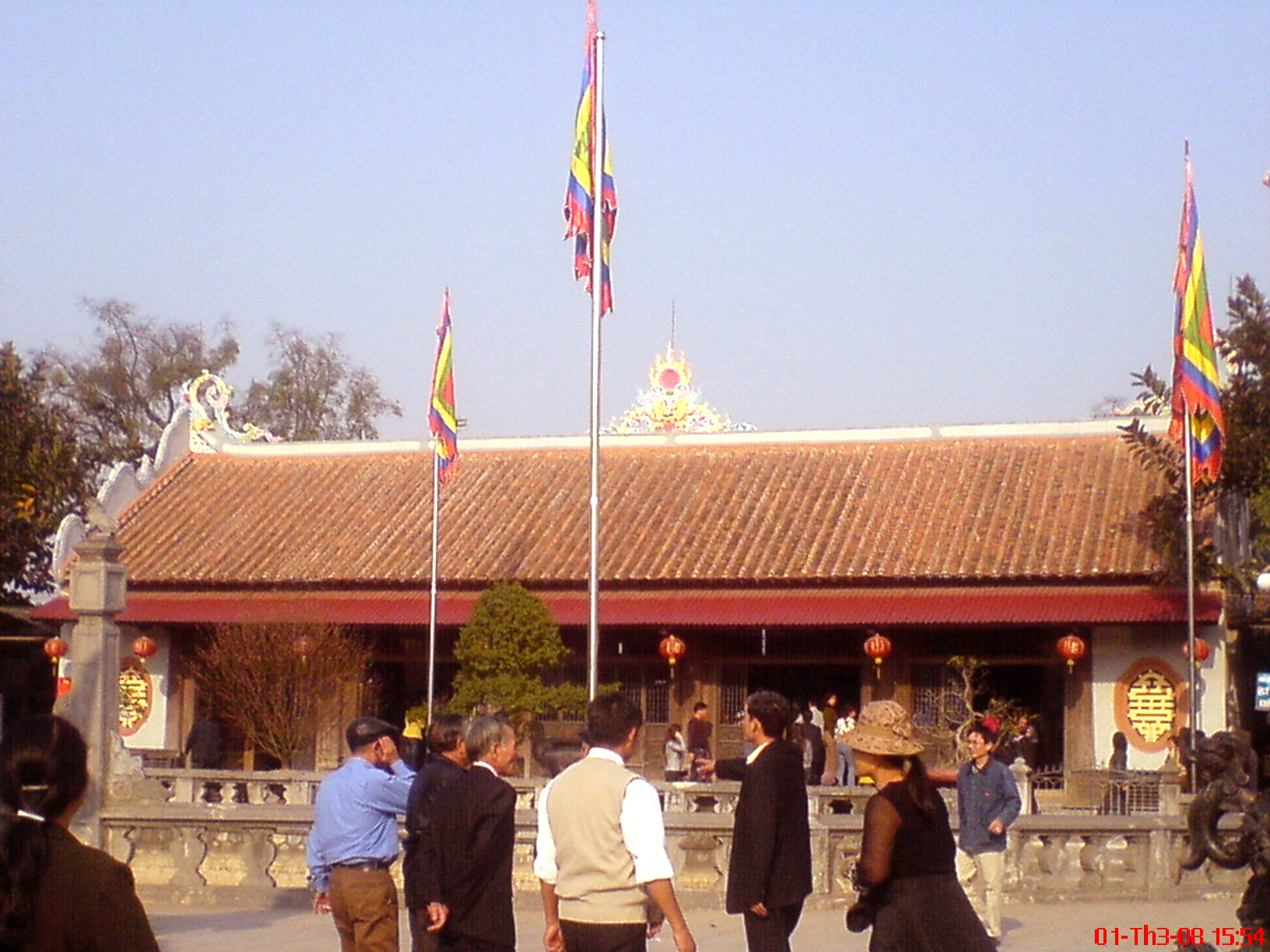
Phủ Dầy.
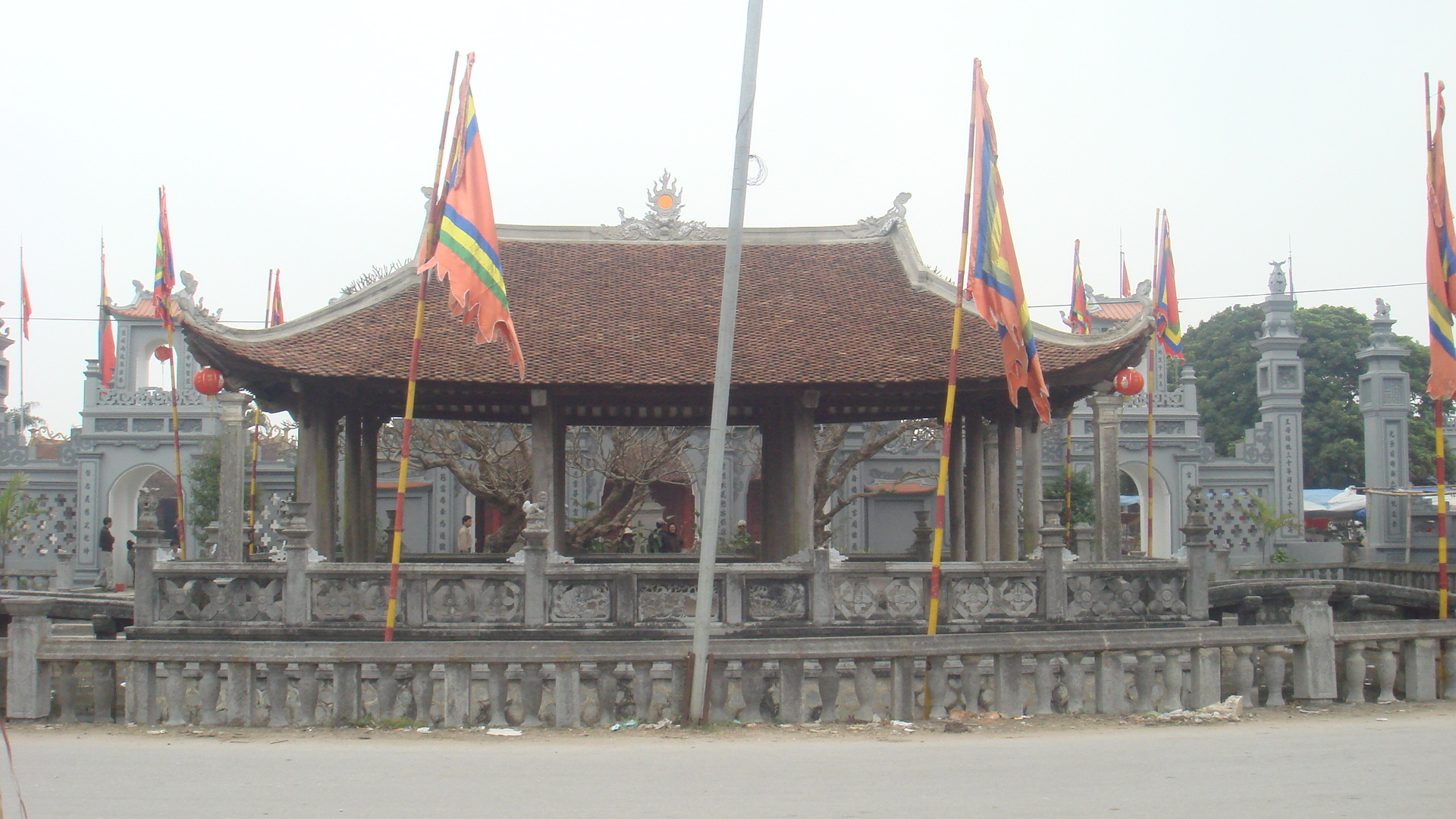
Phủ Giầy, Nam Định.
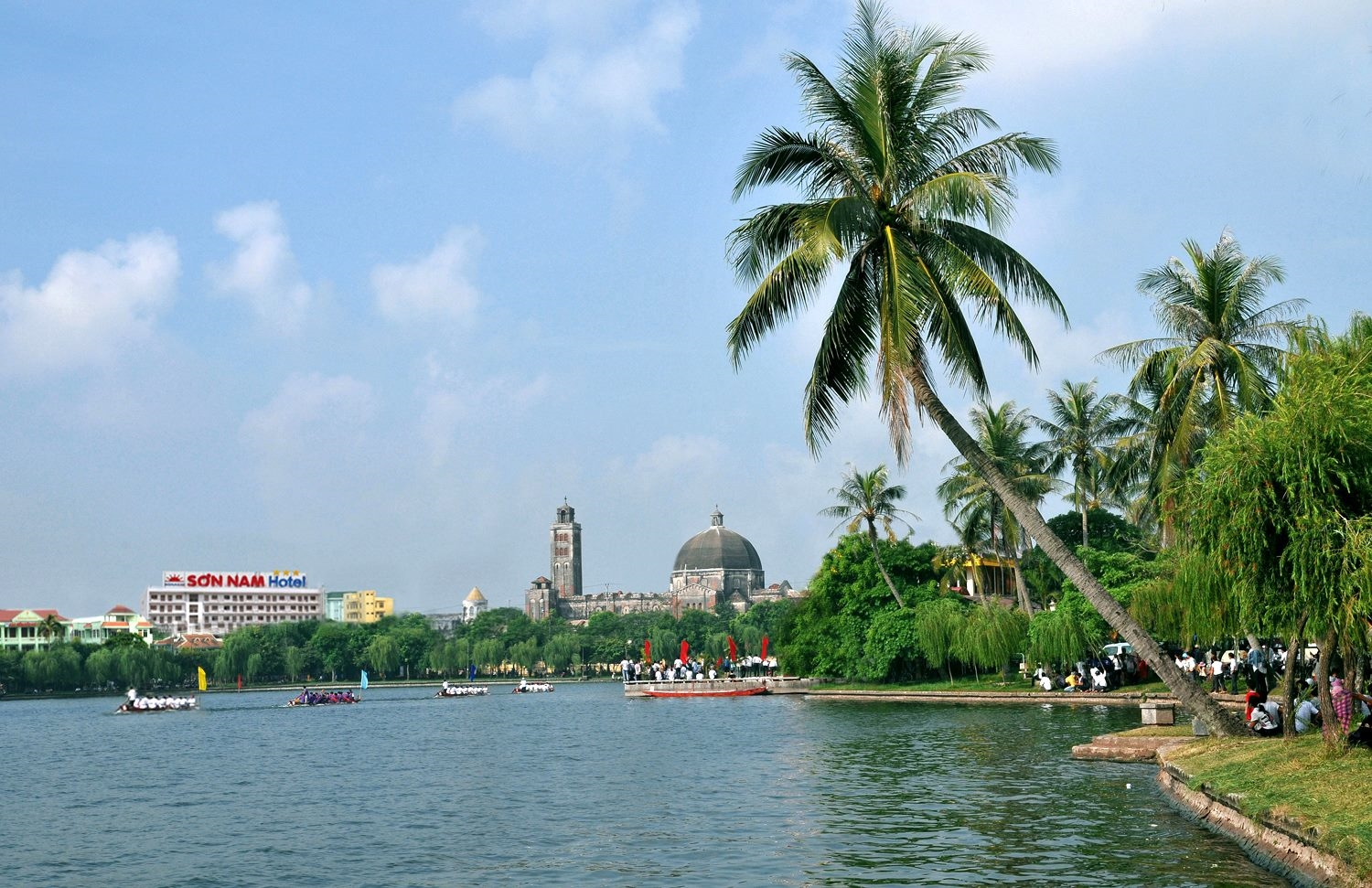
Công viên Vị Xuyên
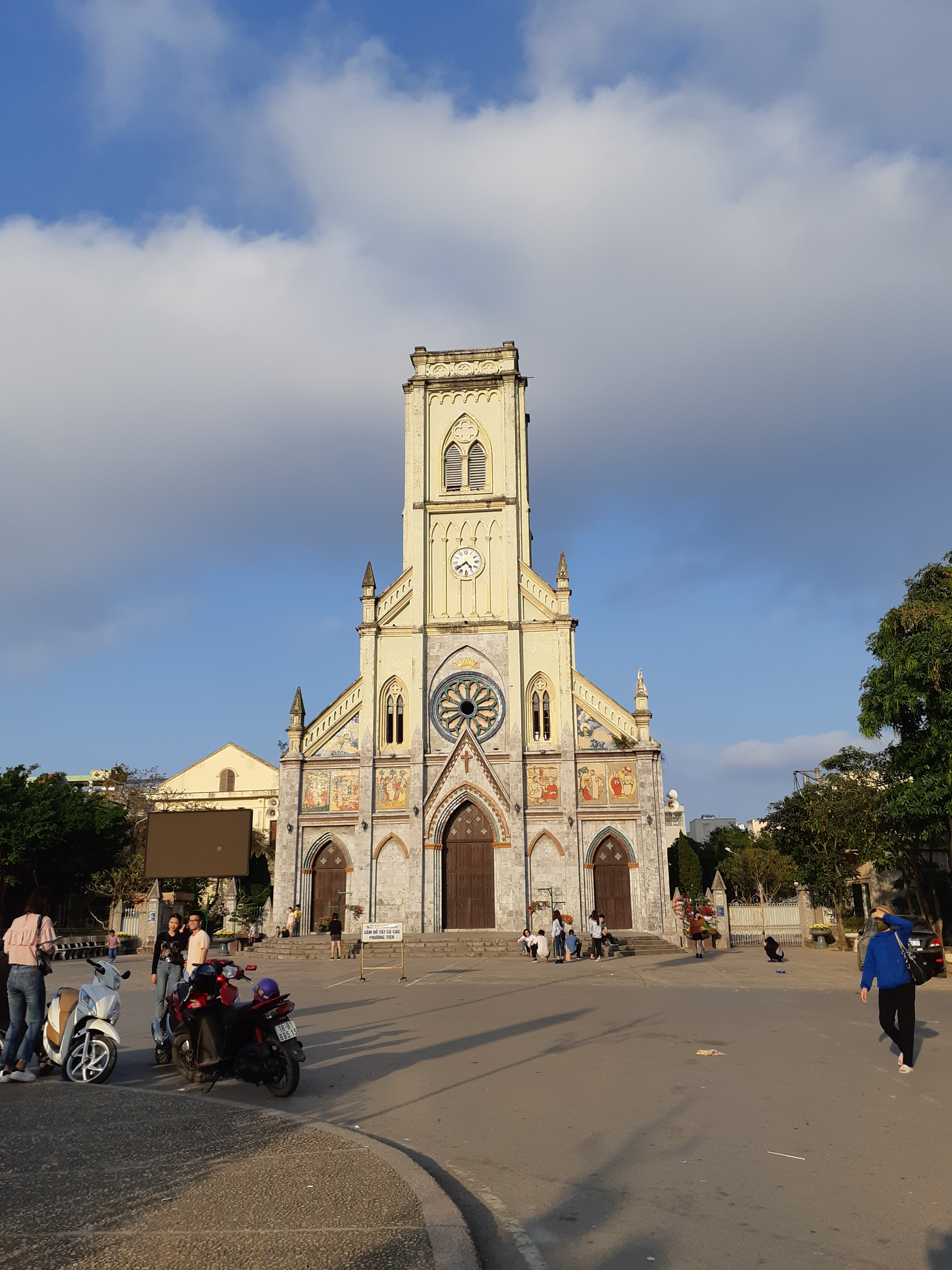
Nhà thờ Lớn Nam Định.
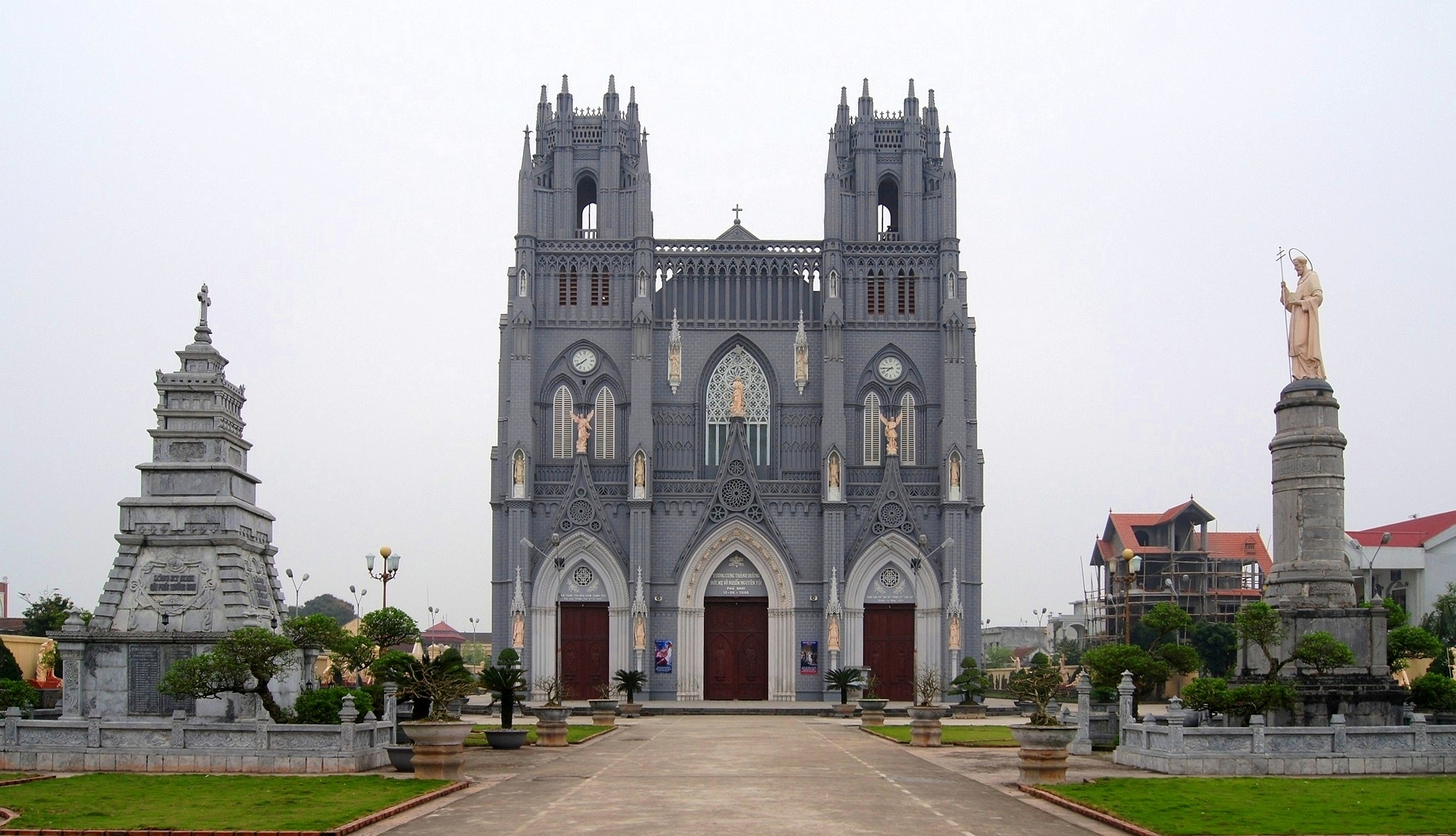
Vương cung Thánh đường Phú Nhai, Xuân Phương, Xuân Trường, Nam Định.
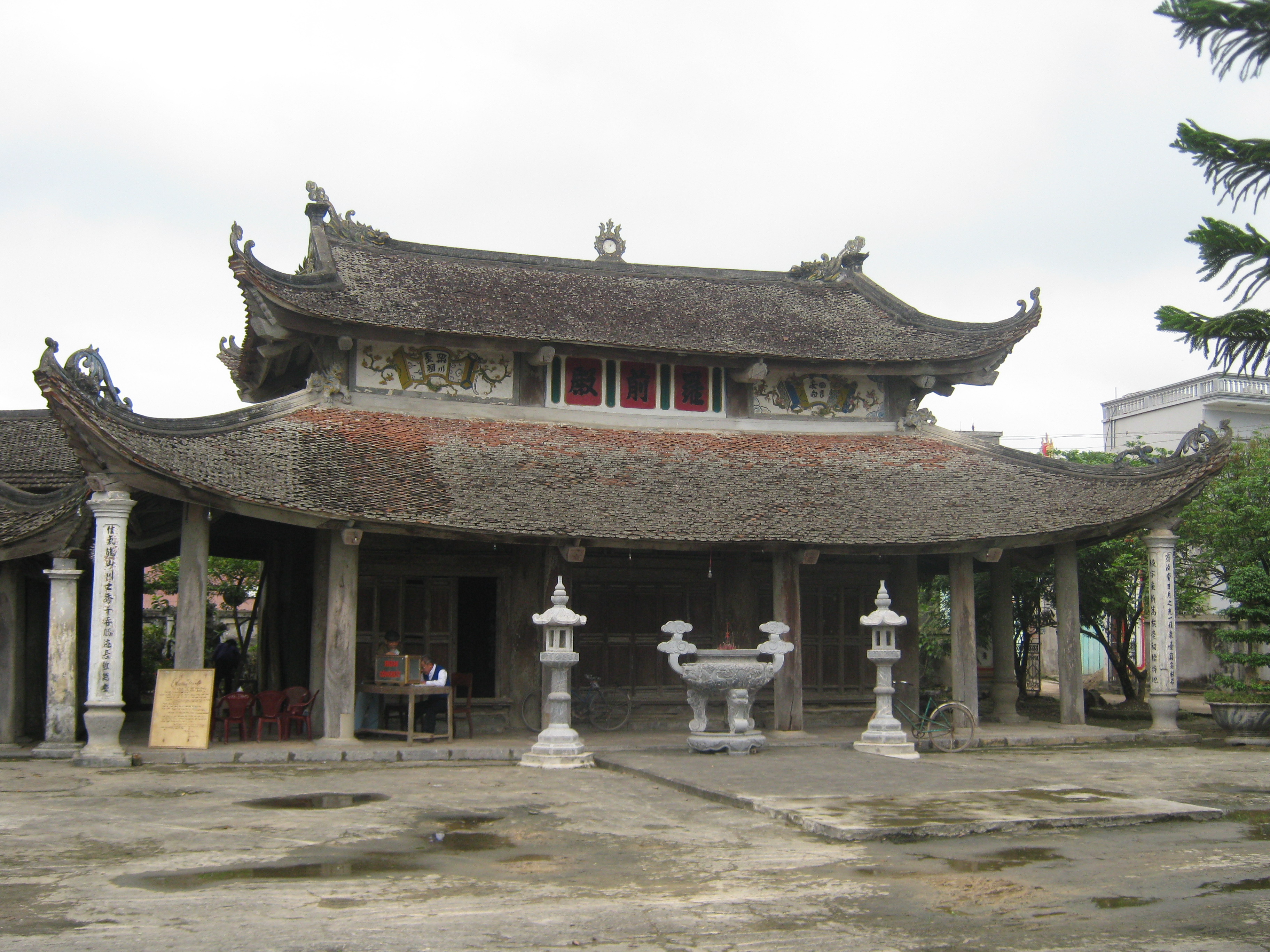
Đình La Xuyên, Nam Định.
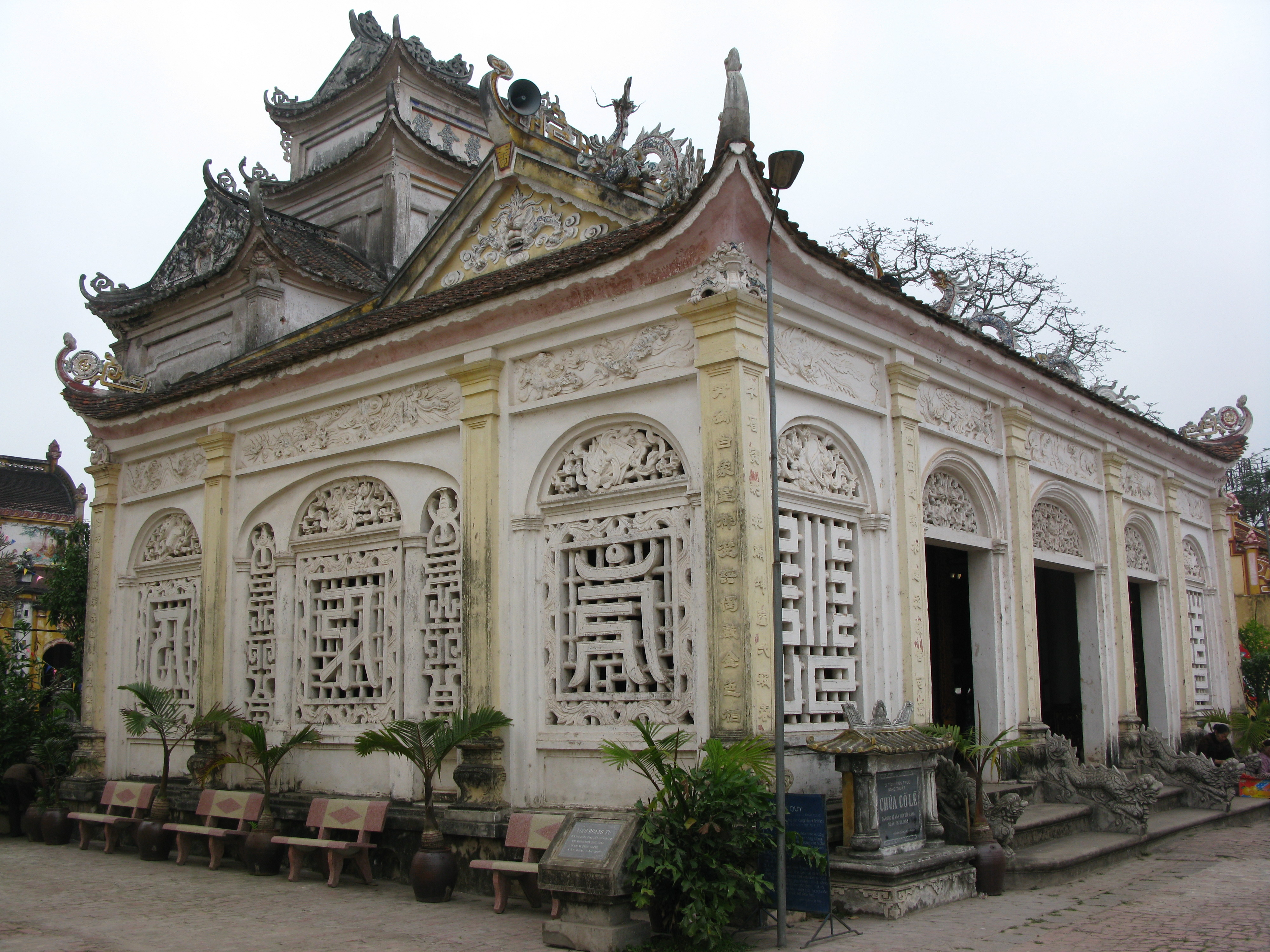
Toà nhà Phật giáo hội, Cổ Lễ, Trực Ninh, Nam Định.
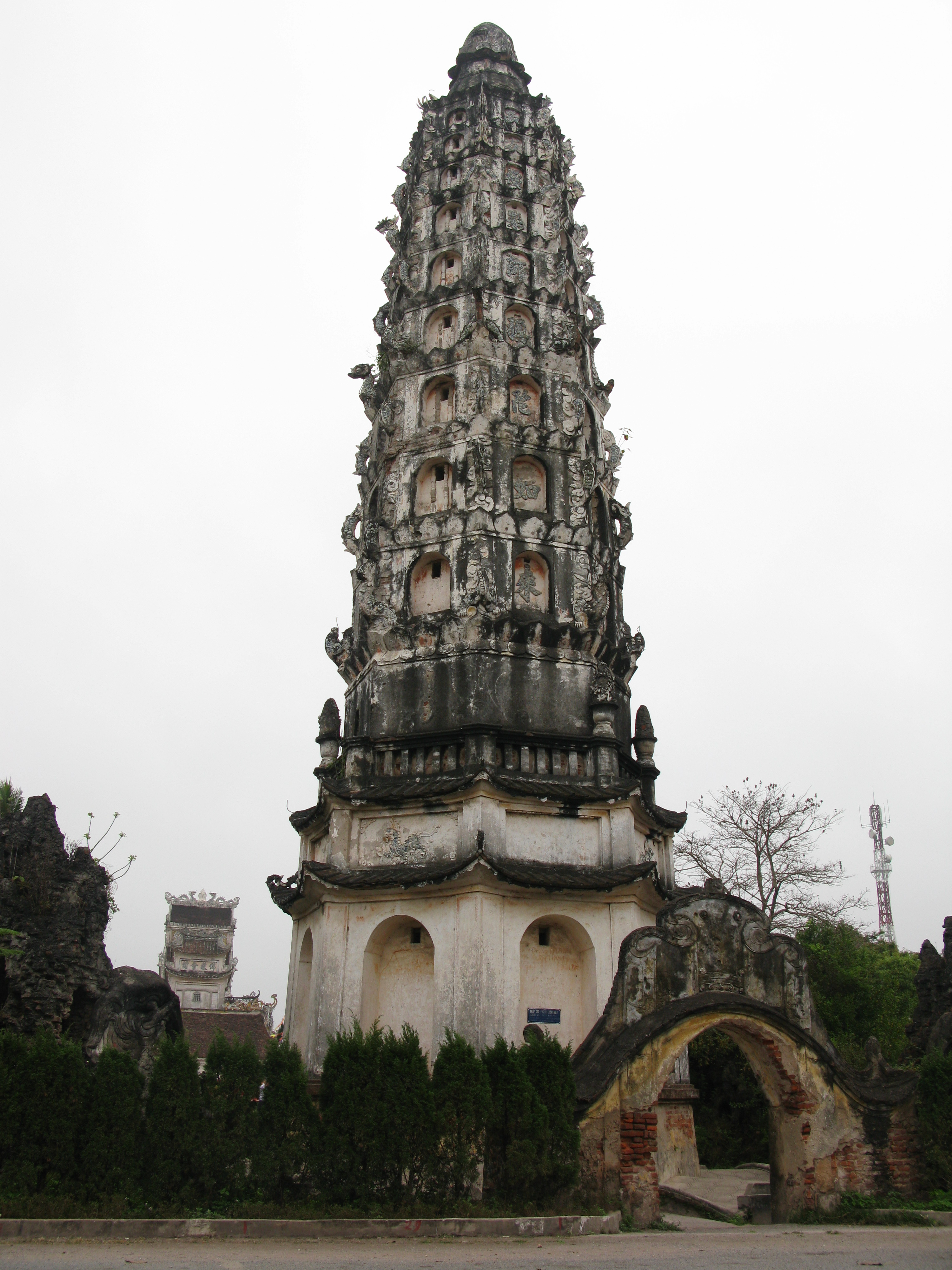
Toà tháp Cửu phẩm liên hoa, Cổ Lễ, Trực Ninh, Nam Định.
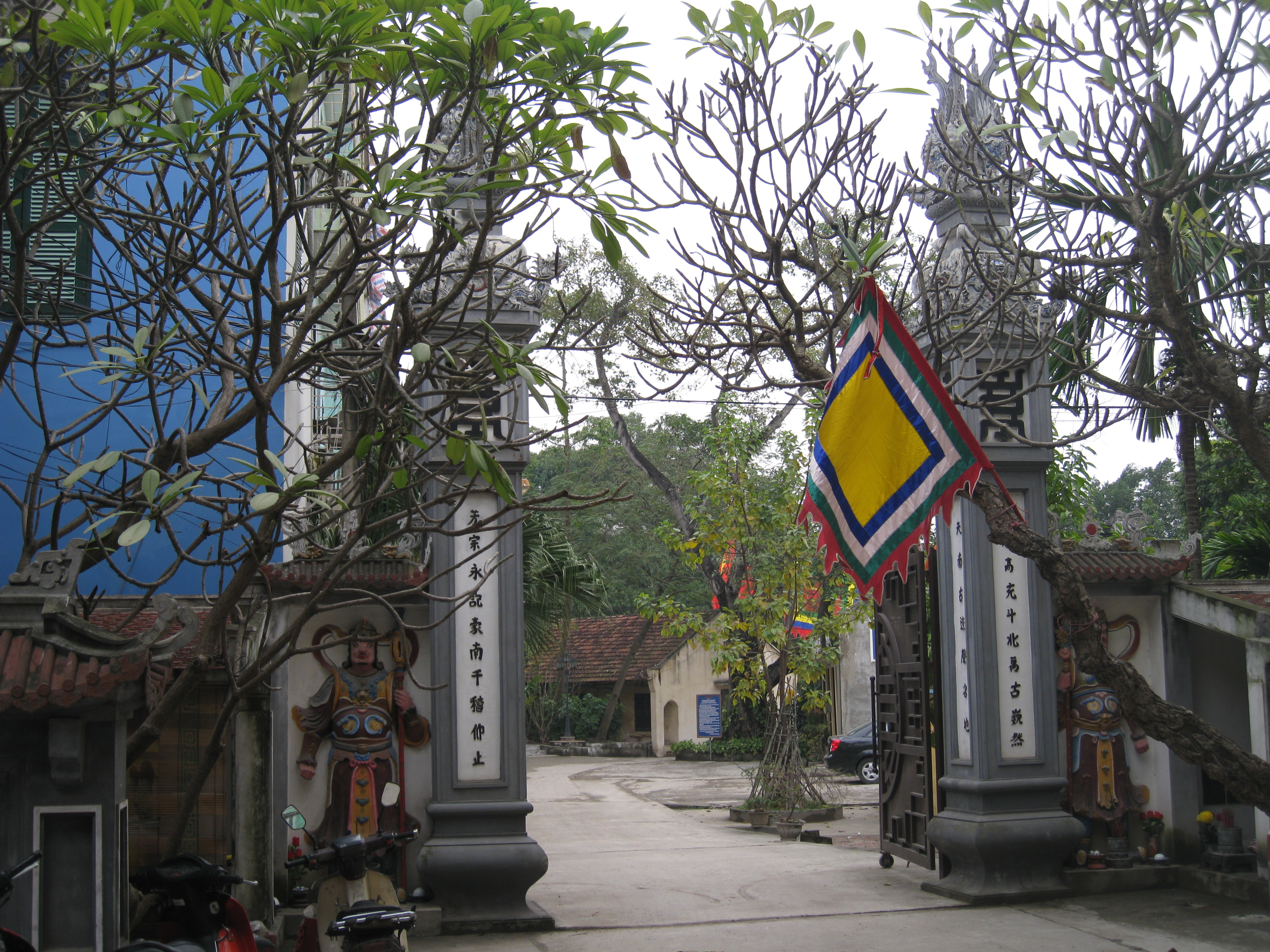
Đình Hào Nam, Nam Định.
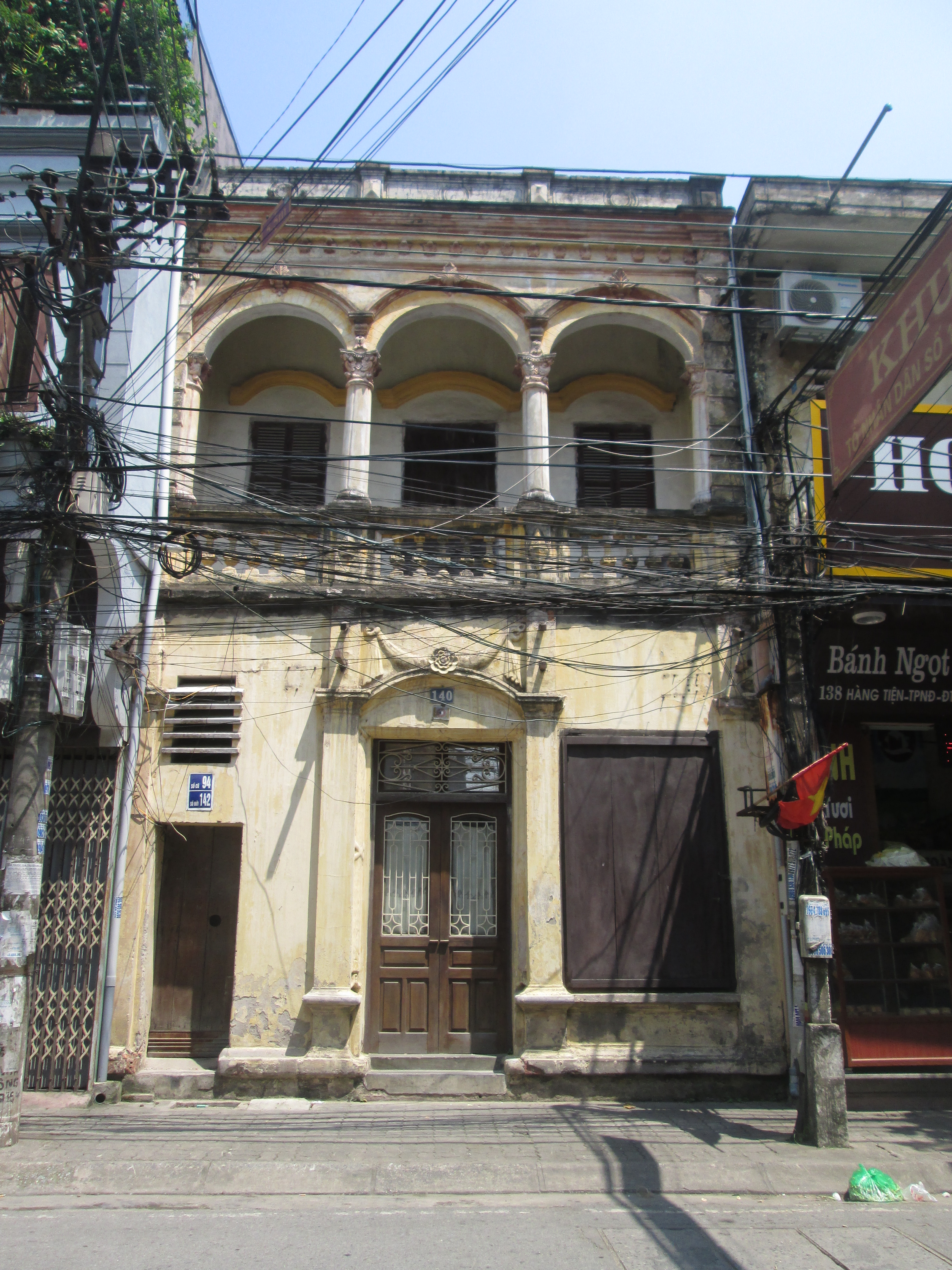
Kiến trúc Pháp ở trong phố cổ Thành Nam ngày nay. Ảnh chụp phố Hàng Tiện.
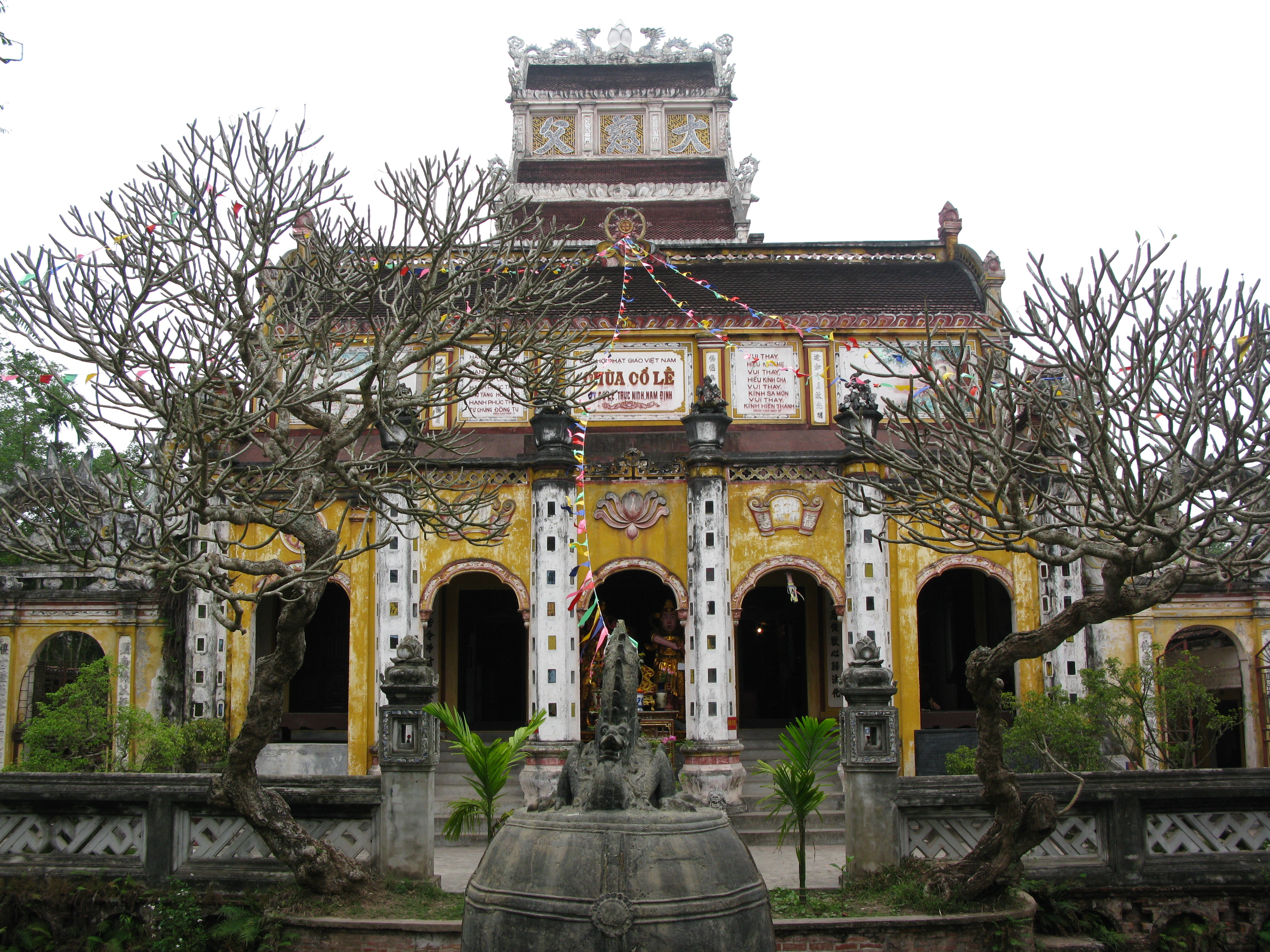
Chùa Cổ Lễ, Nam Định.
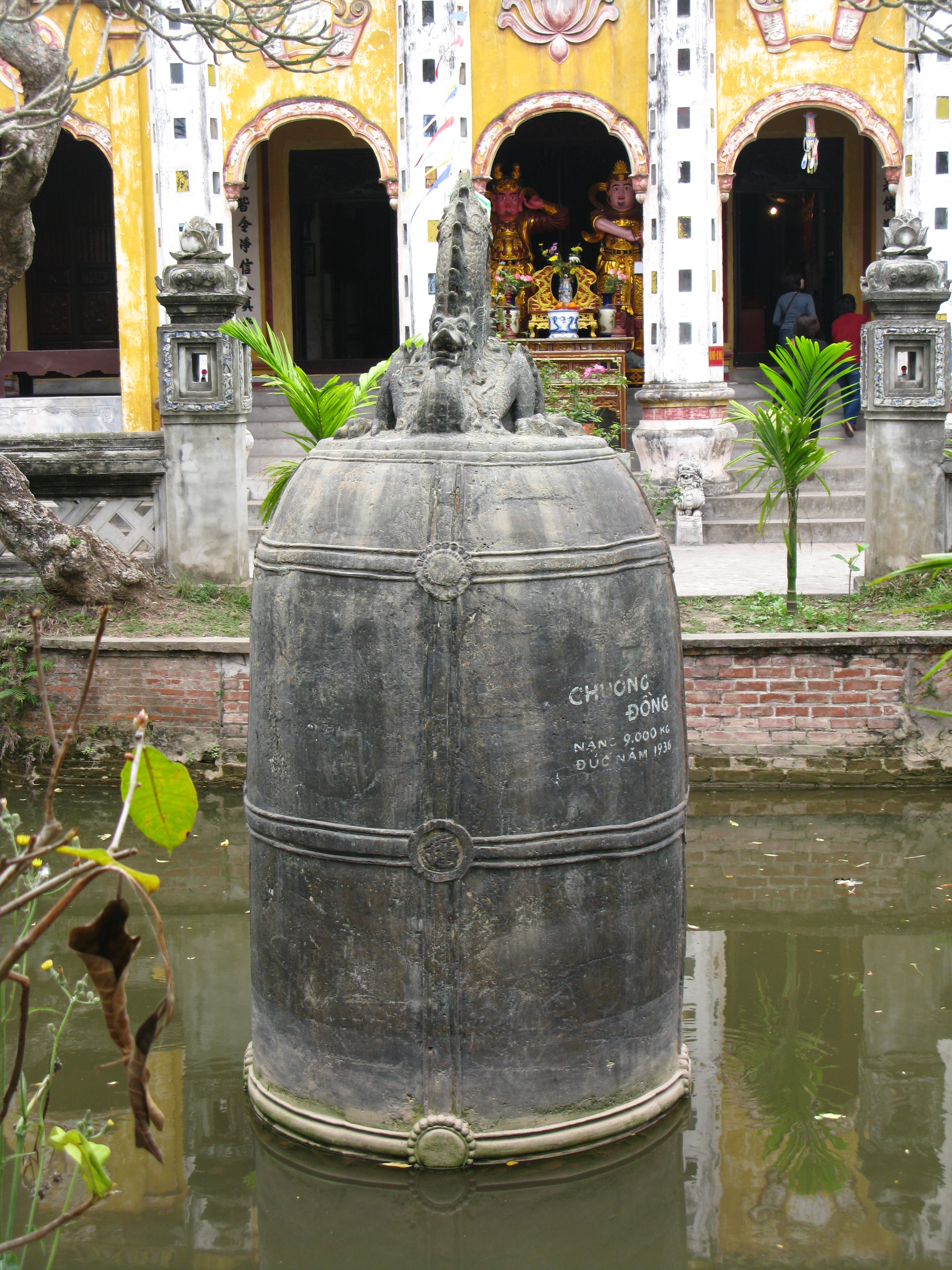
Chuông đồng 9000 kg, chùa Cổ Lễ, Nam Định.
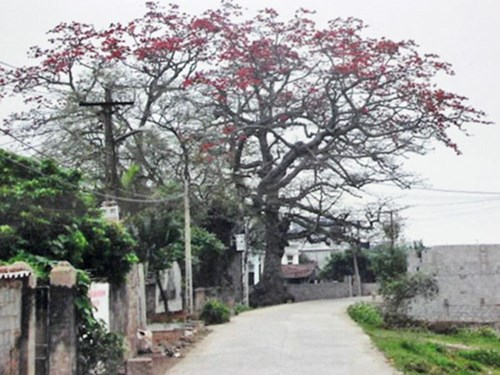
Hai cây gạo 300 tuổi, Đống Cao, Yên Lộc, Ý Yên, Nam Định.
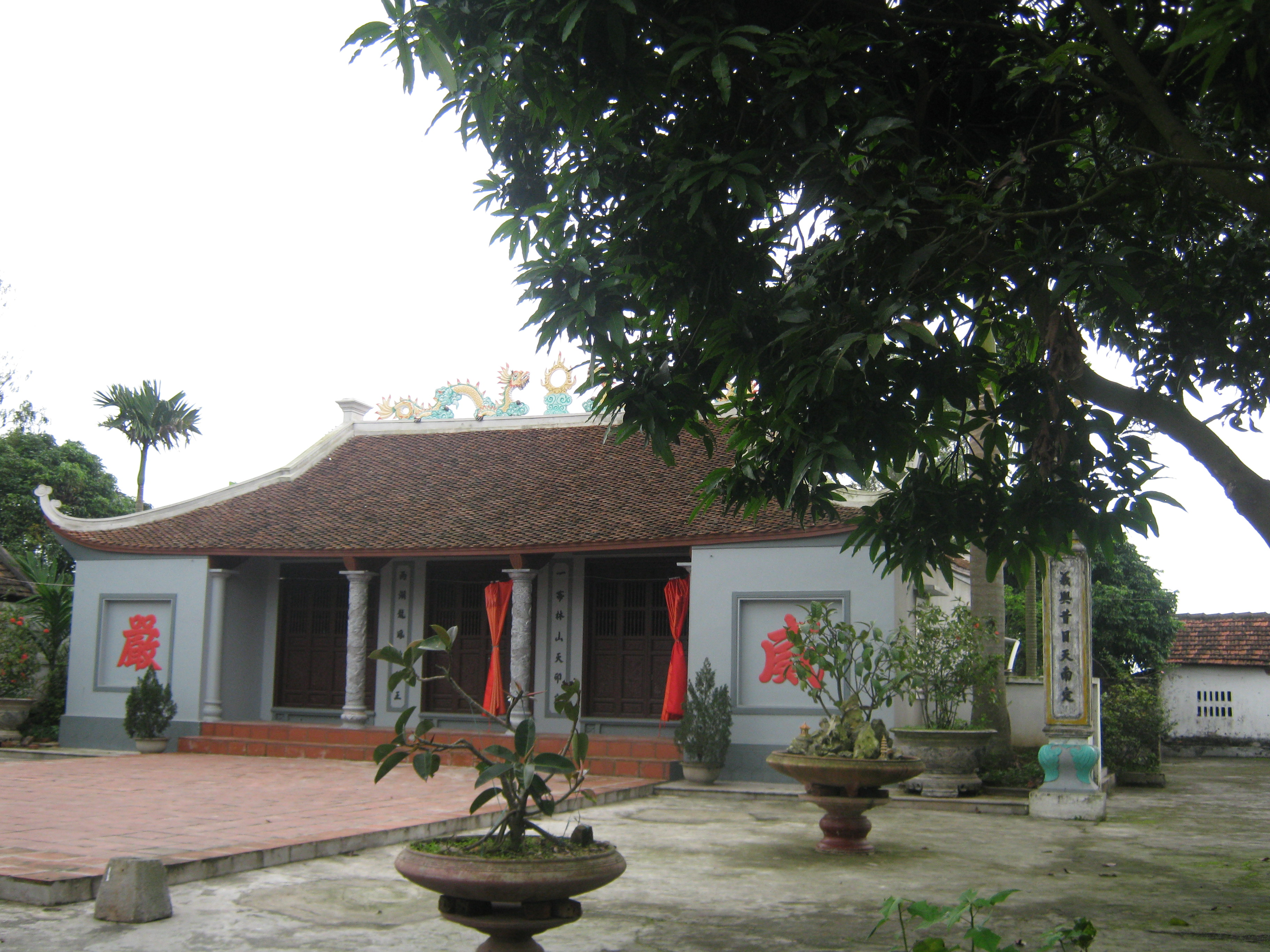
Đền Vua Đinh (Yên Thắng).
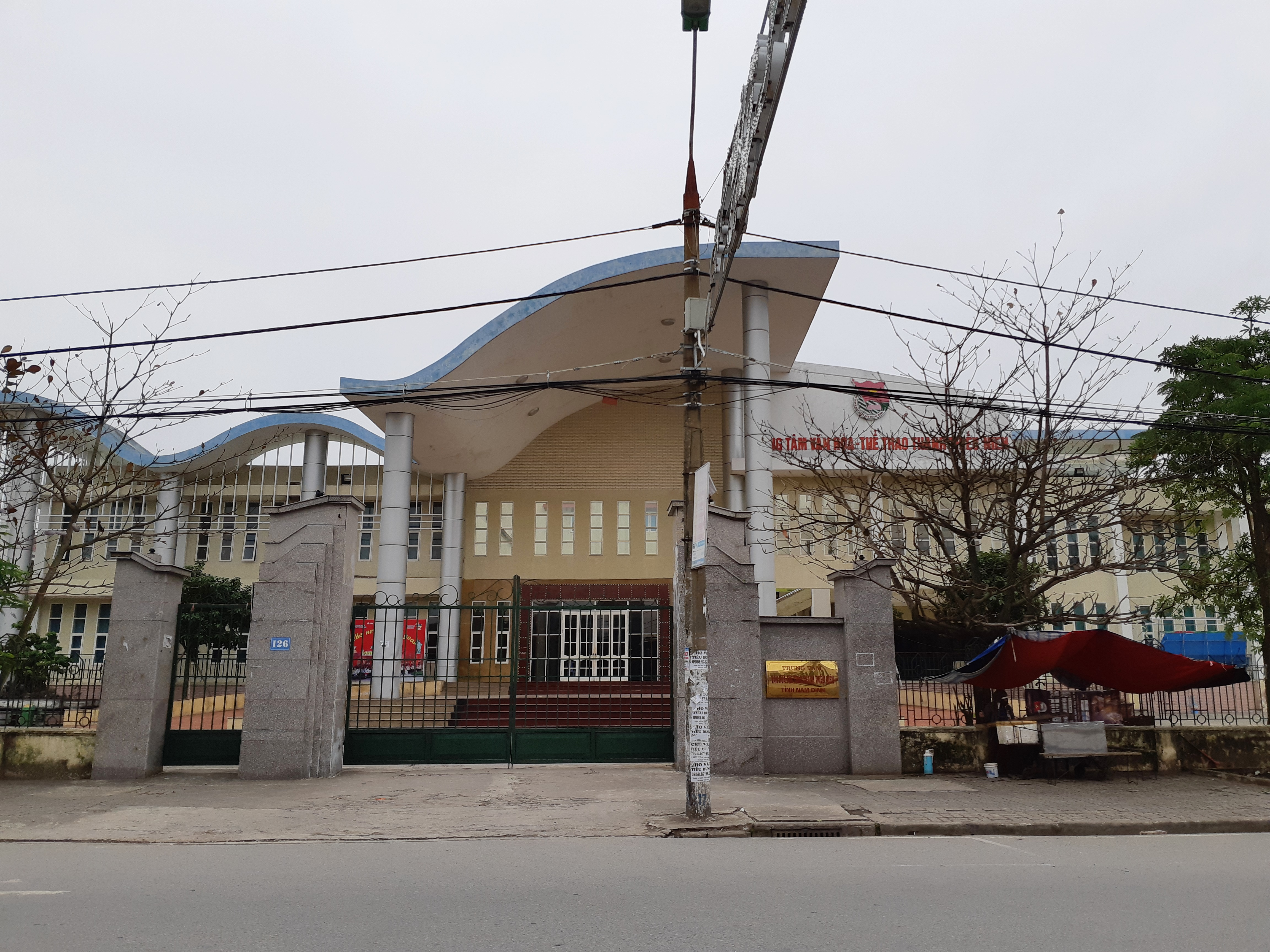
Trung tâm Văn hóa - Thể thao Thanh thiếu niên tỉnh Nam Định.
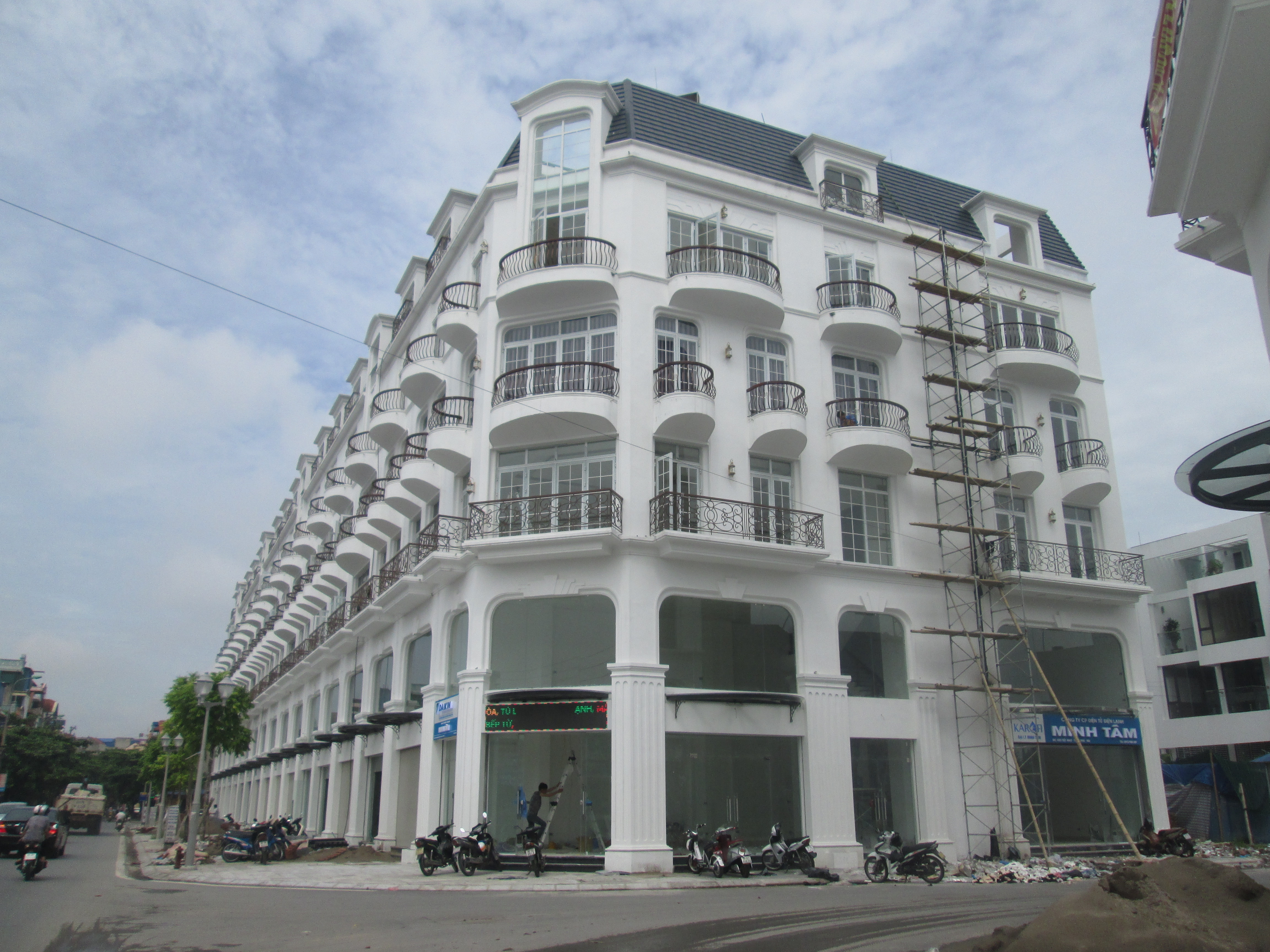
Nhà phố thương mại nằm trong Khu đô thị Dệt may Nam Định.
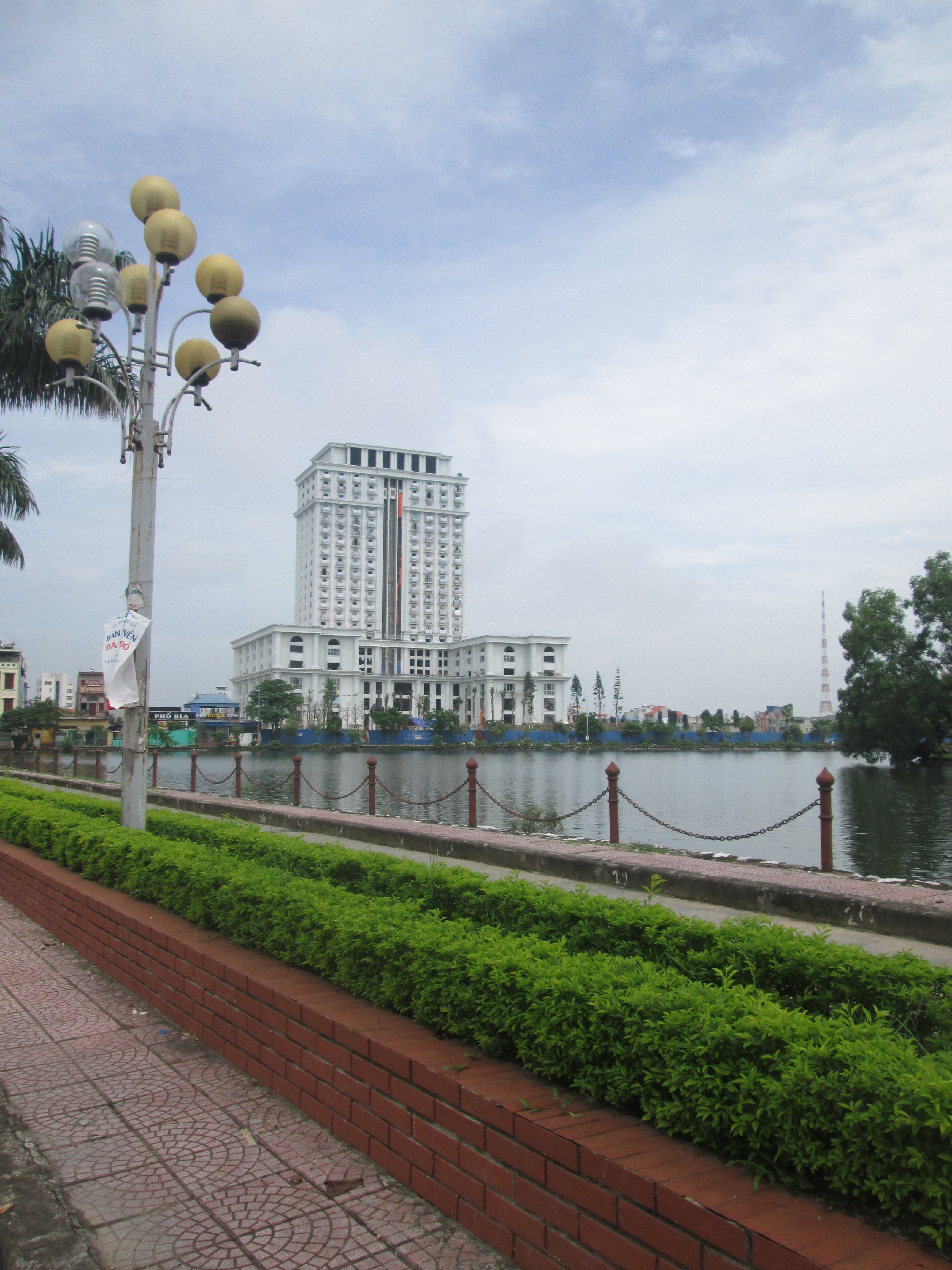
Khách sạn Nam Cường Nam Định
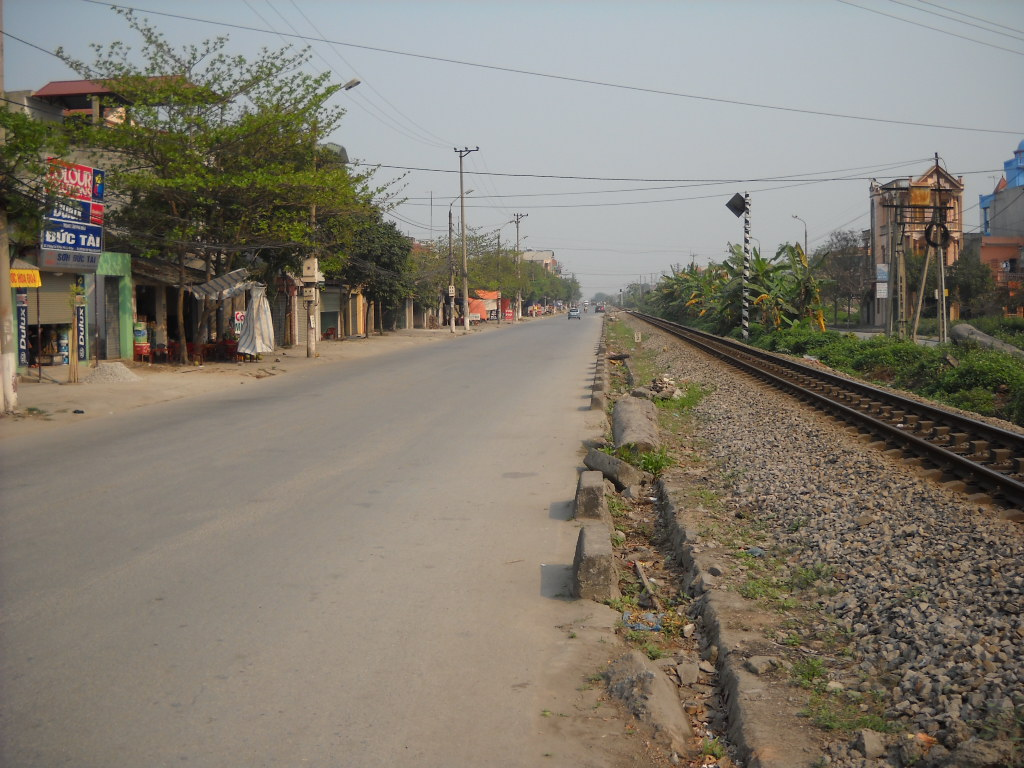
Quốc lộ 21B, đoạn Phủ Lý đi Nam Định.
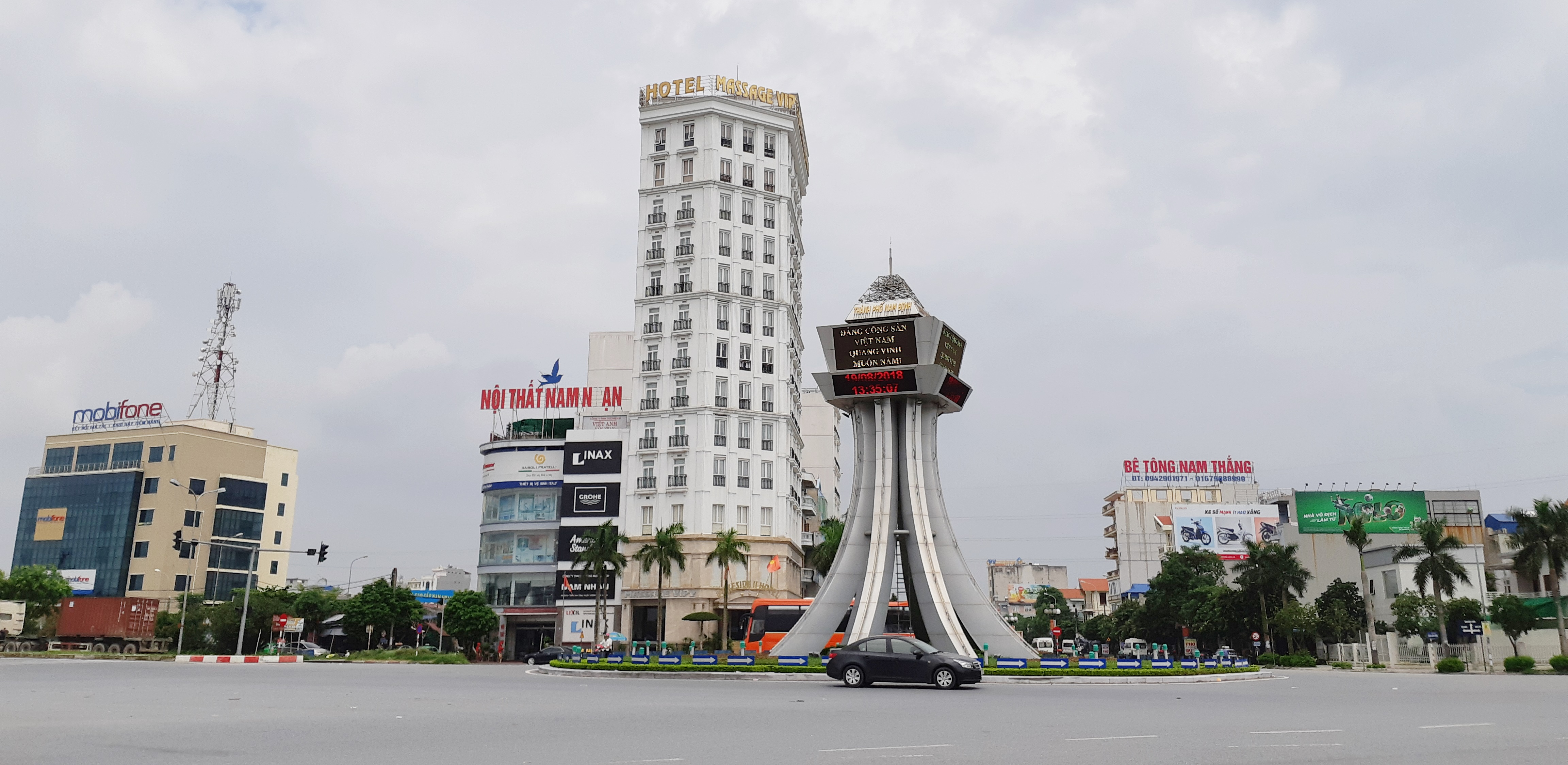
Cổng chào dẫn vào thành phố Nam Định